# Henry Kissinger
Henry Alfred Kissinger, registrado al nacer como Heinz Alfred Kissinger (Fürth, Baviera, 27 de mayo de 1923-Kent, Connecticut, 29 de noviembre de 2023) fue un globalista, diplomático, académico, estadista y político estadounidense de origen judeoalemán que tuvo una gran influencia sobre la política internacional, no solo de Estados Unidos con respecto a los demás países, sino también sobre otras naciones. Ejerció como secretario de Estado durante los mandatos de Richard Nixon y Gerald Ford, desempeñando este papel preponderante en la política exterior de Estados Unidos entre 1969 y 1977, y fue consejero de Seguridad Nacional durante todo el mandato inicial del primero.
Kissinger se caracterizó por llevar las riendas de un proceder de política exterior fuerte pero negociador, fue uno de los principales defensores de la «política de distensión» o détente con la Unión Soviética y en especial con China, país con el que Estados Unidos restableció relaciones en 1972 con Kissinger como principal artífice. Debió hacerse cargo de poner fin a la muy criticada guerra de Vietnam y gestionar la crisis de la guerra de Yom Kippur, concibió una nueva visión de cómo llevar la política exterior estadounidense, al colocar como último recurso la intervención militar, este nuevo proceder lo llevó a obtener el Premio Nobel de la Paz en 1973, gracias al alto el fuego temporal que logró establecer en Vietnam, aunque la guerra se alargaría dos años más.
Aun así, la controversia ha persistido sobre su figura, debido a la intervención de Estados Unidos a través de sus servicios de inteligencia en golpes de Estado en Latinoamérica durante la década de 1970. Kissinger participó en el establecimiento de regímenes autoritarios como el de Hugo Banzer en Bolivia o el de Augusto Pinochet en Chile. Apoyó a la Junta Militar en Argentina durante la "guerra sucia" y al dictador indonesio Suharto durante la mortífera ocupación de Timor Oriental. Todo esto ha ocasionado numerosas iniciativas que perseguían conseguir sin éxito su procesamiento ante instancias judiciales internacionales, así como la retirada de su Premio Nobel.
Tras retirarse de la primera línea política, fundó la Kissinger Associates y fue accionista y cofundador de la Kissinger & McLarty Associates, así como miembro de las juntas directivas y asesor de las empresas The Hollinger Group y Gulfstream Aerospace. Fue rector de la Universidad de Georgetown y sirvió en Indonesia como asesor general del Gobierno.
En 2001, fue llamado por George W. Bush para liderar un comité de crisis internacional a causa de los ataques del 11-S, así como para que -a través de su firma- prestase asesoría diplomática y política al gobierno; no obstante, Kissinger se retiró de este proyecto. 
Ha tenido una prolífica carrera como escritor, centrado en sus vivencias y visión de los sucesos internacionales de las últimas décadas.
Fue por mucho una de las figuras políticas y de la diplomacia más relevantes de la historia de los Estados Unidos, tanto como controvertida. Si bien sus méritos en la política internacional son notables (apertura de relaciones con China y mejora de estas con la URSS, entre otros), su negativa a devolver el Premio Nobel de la Paz que recibió gracias al alto el fuego en Vietnam y que se rompió, así como por su colaboración e incluso promoción de regímenes dictatoriales y acciones terroristas en diferentes partes del mundo, que cometieron severas violaciones a los derechos humanos, han ocasionado que su persona haya sido muy criticada desde numerosas entidades tanto como por personalidades de la política o intelectuales, entre ellas el juez español Baltasar Garzón, quien intentó procesarlo por violaciones a los derechos humanos, o el periodista y escritor Christopher Hitchens, autor del best seller Juicio a Kissinger. Algunos críticos e intelectuales lo consideran un criminal de guerra.

## Biografía

### Origen y juventud
Heinz Alfred Kissinger nació en la ciudad bávara de Fürth, en ese entonces en la denominada República de Weimar en una familia de judíos alemanes. Su padre, Louis Kissinger (1887-1982), era un maestro de escuela; su madre, Paula Stern Kissinger (1901-1998), era ama de casa. Kissinger tiene un hermano menor, Walter Kissinger. El apellido Kissinger fue adoptado en 1817 por su tatarabuelo Löb Meyer y hace referencia a la ciudad de Bad Kissingen. En 1938, huyendo de la persecución nazi, su familia se mudó a Nueva York. Kissinger pasó sus años de escuela secundaria en la sección de Washington Heights del alto Manhattan como parte de la comunidad de inmigrantes judíos alemanes allí. Aunque Kissinger rápidamente se asimiló a la cultura estadounidense, nunca perdió su pronunciado acento alemán debido a la timidez infantil que le hizo reacio a hablar. Después de su primer año en la George Washington High School, comenzó a asistir a la escuela por la noche y trabajaba en una fábrica de brochas de afeitado durante el día.

### Estudios y carrera académica
Después de la escuela secundaria, Kissinger se inscribió en el City College de Nueva York para estudiar contabilidad y estudió Ciencias Políticas en la Universidad de Harvard, sobresalió en lo académico como estudiante a tiempo parcial, y continuó trabajando mientras estudiaba, se desempeñó como profesor de Harvard, de la cual recibió la mención honorífica de summa cum laude al graduarse en 1950; obtuvo de la institución su maestría y su PhD en 1952 y 1954.
En 1952, estudiando en Harvard, actuó como asesor de la Junta de Estrategia Psicológica. Elaboró su tesis doctoral acerca de las hazañas de estadistas Castlereagh y Metternich, titulada Paz, Legitimidad y Equilibrio.
Permaneció en Harvard como miembro de la facultad en el Departamento de Gobierno y se desempeñó como profesor y catedrático. De 1956 a 1958 trabajó como director del Proyecto de Estudios Especiales, el cual había sido creado por él y avalado por la Rockefeller Brothers Fundation. Fue director del programa de estudios de defensa de Harvard entre 1958 y 1971. Fue director del Seminario Internacional de Harvard entre 1951 y 1971.
Como parte de su carrera, pasó a actuar como consultor, asesor y miembro de juntas directivas de variedad de empresas, de las cuales, la más sonada en sus inicios y donde actuó como asesor fue la Corporación RAND, una compañía de producción industrial cuyo cliente más importante era nada menos que el Ejército de los Estados Unidos, estando esta compañía estrechamente ligada con el gobierno y con múltiples programas de desarrollo tecnológico y armamentístico. Todas estas cuestiones le valían ser acusada de ser una organización militarista y estar involucrada en todo tipo de teorías de conspiración y acusaciones de «supuestos planes secretos» para fines bélicos.

## Servicio militar
Sus estudios se vieron interrumpidos a principios de 1943, cuando fue reclutado por el Ejército de Estados Unidos después de la entrada del país en la Segunda Guerra Mundial.
Kissinger recibió su formación militar básica en el Campamento Croft en Spartanburg, Carolina del Sur, donde fue nacionalizado estadounidense a su llegada. El Ejército lo envió a estudiar ingeniería en el Lafayette College en Pensilvania, pero el programa fue cancelado y Kissinger fue reasignado a la 84.ª División de infantería. Allí hizo amistad con Fritz Kraemer, un oficial e inmigrante de su natal Alemania, con el que estableció una gran amistad, a pesar de la diferencia de edad, además de ser quien le señaló a Kissinger su gran inteligencia y fluidez con el alemán, talentos que Kraemer le incentivó a usar en su favor y que aprovechó para insertar al joven Henry Kissinger en la sección de Inteligencia Militar de la División, para la cual desempeñó la misión de encargarse de las tareas de inteligencia de más riesgo durante la batalla de las Ardenas.
Durante el avance estadounidense hacia Alemania, Kissinger fue de gran utilidad, siendo asignado a la Bekennende de la ciudad de Krefeld, debido a la falta de traductores de alemán en el personal de Inteligencia de la División. Kissinger se basó en su conocimiento de la sociedad alemana para ir destituyendo y sacando a los nazis de los cargos civiles, así como para salvaguardar a las tropas de los espías del gobierno del Tercer Reich y así restaurar una administración civil eficiente en la ciudad, una vez derrotadas las fuerzas nazis, una tarea que se realizó durante ocho días.
Kissinger fue destinado a los Cuerpos de Inteligencia, con rango de sargento. Se le colocó a cargo de un equipo en Hannover con la misión de hacer un seguimiento de oficiales de la Gestapo y otros saboteadores, lo que llevó a cabo con éxito, condecorado con la Estrella de Bronce.
En junio de 1945, fue nombrado comandante de un destacamento de la CIC en el distrito de Bergstraße en Hesse, con la responsabilidad de «desnazificar» el distrito, para lo cual se le dio plenitud de poderes en los ámbitos civil y militar. No obstante, aun cuando poseía autoridad absoluta y poderes de arresto, Kissinger tuvo cuidado de evitar abusos contra la población local por parte de su comando.
En 1946, fue reasignado a la Escuela de Inteligencia del Comando Europeo en el Campamento de Rey, para ejercer como profesor y adiestrar a los nuevos integrantes la de Inteligencia Militar, llegando a servir en este papel como empleado civil incluso después de haberse licenciado del  Ejército.

## Carrera política

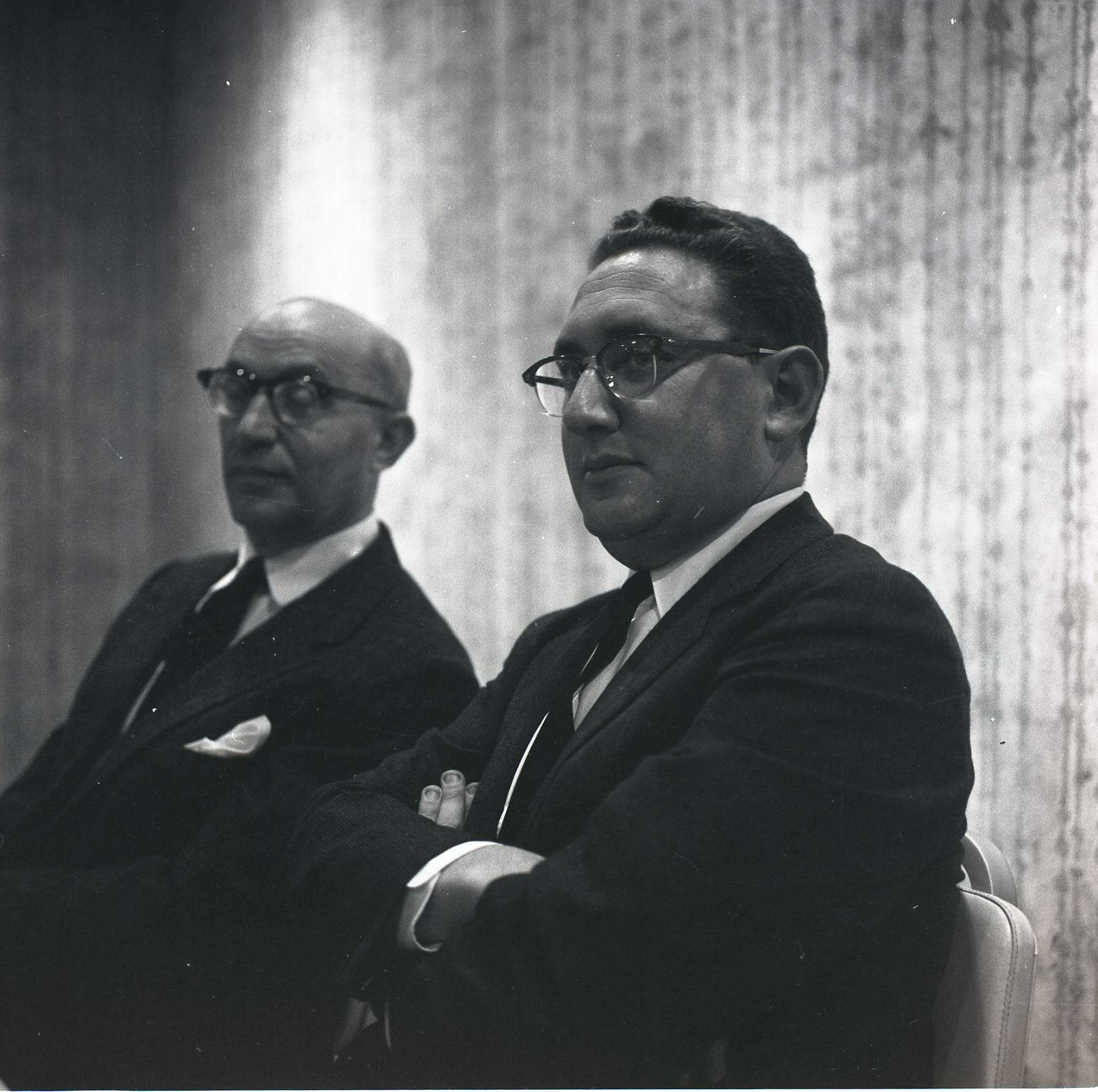
Kissinger, 1961

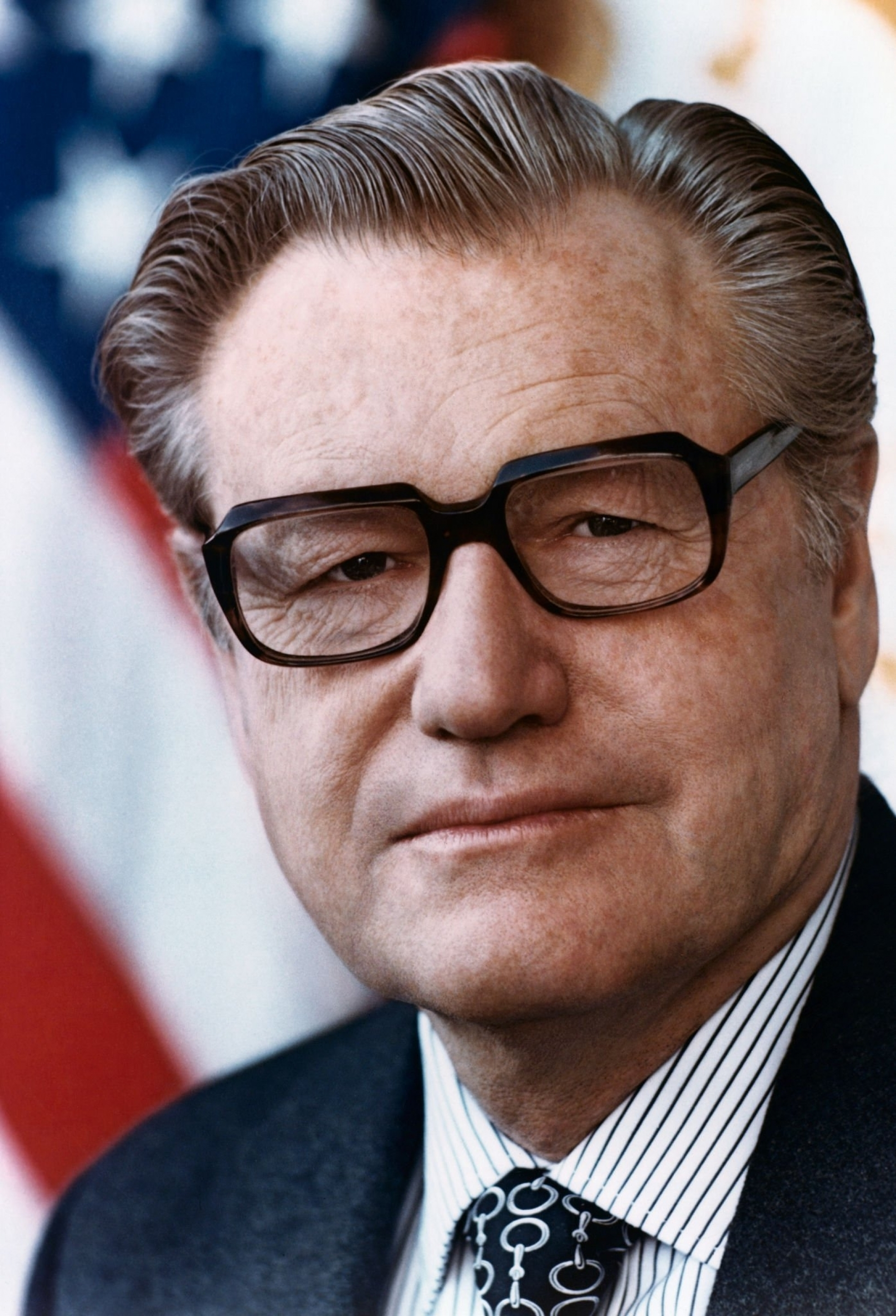
Nelson Rockefeller, con quien Kissinger colaboró estrechamente en su búsqueda por alcanzar la presidencia

Sus cargos académicos y sus conexiones políticas lo llevaron a formar parte del Partido Republicano y a comenzar a ascender en la escena política nacional.
En 1955, se convierte en asesor del Consejo Nacional de Seguridad y de la Junta de Coordinación de Operaciones de Seguridad. En 1955 y 1956, fue director de estudio en las Armas Nucleares y la política exterior en el Consejo de Relaciones Exteriores. Publicó su libro de las armas nucleares y la política exterior al año siguiente. De 1956 a 1958 trabajó como director de su Proyecto de Estudios Especiales avalado por la Rockefeller Brothers Foundation. Fue director del programa de estudios de defensa de Harvard entre 1958 y 1971. Fue director del seminario internacional de Harvard entre 1951 y 1971. Fuera de la academia, se desempeñó como consultor de varios organismos del Gobierno, incluyendo la Oficina de Investigación de Operaciones, el Control de armas y desarme y el Departamento de Estado y la Corporación RAND, una compañía de desarrollo industrial, tecnológico y armamentístico.
Deseoso de tener una mayor influencia en la política estadounidense, fue partidario y asesor de Nelson Rockefeller, gobernador de Nueva York, que buscó la nominación del Partido Republicano para presidente en 1960, 1964 y 1968; sin embargo, obtendría su tan anhelado ascenso político, con «el candidato más improbable» de ese partido.

## Kissinger, consejero de Seguridad Nacional
Richard Nixon, quien se vio reforzado tras los asesinatos tanto de John F. Kennedy como de Robert Kennedy, y por el desastre en el que estaba resultando la guerra de Vietnam, condujo una campaña fuerte y exitosa, y ganó la presidencia en 1968. Nixon, convencido de las habilidades de Kissinger, lo nombró consejero de Seguridad Nacional, dejándole así la puerta abierta para comenzar su carrera en la alta política y poniéndolo al frente de todo lo referente a orden interno, seguridad y demás cuestiones referentes al ámbito.
Kissinger pasó a desempeñar a plenitud su cargo, y se ocupó de organizar todo lo referente a la defensa y se convirtió en el asesor más cercano del presidente Nixon, así como en uno de sus más cercanos aliados y también en el único dentro del gabinete y en general de toda la Administración de Richard Nixon, que era capaz de enfrentarse de frente al presidente, aun cuando eran bien sabidos los desencuentros entre ambos.
Pero Kissinger no se limitó a cumplir sus funciones, pasó a involucrarse en todas las actividades del gobierno de Nixon, algo que lo convirtió en indispensable para el presidente, quien hacía cambios completos de gabinetes y de directivas pero era incapaz de destituir a Kissinger, dado que aun cuando su cargo y su sueldo no le remuneraran ni le otorgaran responsabilidades sobre decenas de ámbitos, Kissinger se involucraba de lleno en cada asunto de la política.
Robert Greene explica en su libro Las 48 Leyes del Poder esta estrategia que Kissinger empleó para prevalecer:

"Henry Kissinger se las ingenió para sobrevivir a las muchas sangrías ocurridas en la Casa Blanca durante la administración de Nixon, no porque haya sido el mejor diplomático que éste pudo encontrar -había otros negociadores excelentes- no porque ambos se llevara bien -eso no era así-. Tampoco porque compartieran convicciones o ideas políticas. Kissinger sobrevivió porque se afianzó en tantas áreas de la estructura política que eliminarlo habría llevado al caos.".

Kissinger, por otro lado, tuvo que hacer frente a las protestas, manifestaciones y muestras de rebeldías por parte de las comunidades pacifista y de los sectores estudiantiles, obsesionados con el fin de la guerra de Vietnam, así como se encargó de tomar cartas sobre este asunto aconsejando a Nixon. Como Asesor de Seguridad Nacional, en 1974 dirigió el muy debatido 200.º Memorando de Estudios de Seguridad Nacional.
Nixon se lanzaría en un intento de ser reelecto, obtuvo la nominación del Partido Republicano, con bastante ventaja y holgura, pasó a ganar las elecciones de 1972. Para el momento, Kissinger era uno de los políticos y personalidades más poderosas del gobierno y del Partido Republicano. Su apoyo a la candidatura de Nixon fue crucial; con ella, la mayoría de los miembros del partido respaldaron al presidente Nixon y gracias a las políticas aplicadas y sugeridas por Kissinger, gozaba de una considerable popularidad y aceptación, todos elementos que favorecieron la aspiración de reelección de Nixon.
Así, Nixon, una vez reelecto, en 1972, premió a Kissinger con la Secretaría de Estado de los Estados Unidos, puesto con el cual Kissinger grabaría su nombre en la historia.

## La Secretaría de Estado

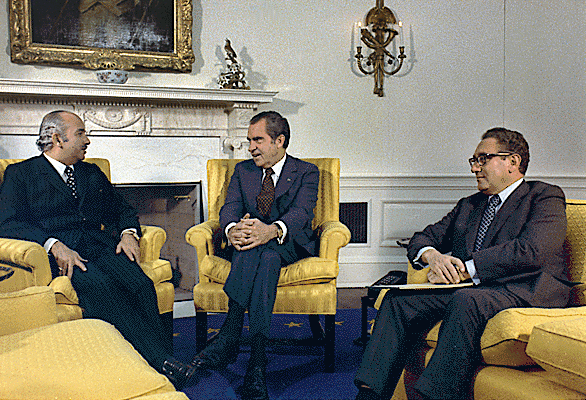
Reunión entre el ministro egipcio Ismail Fahmi, Richard Nixon y Henry Kissinger, el 31 de octubre de 1973.

Kissinger había sido Asesor de Seguridad Nacional durante casi todo el primer gobierno del presidente Nixon, y continuó ejerciendo dicha posición hasta el final, tras lo cual su posición oficial sería solo la de secretario de Estado, desde 1973 hasta 1977. Ya había tenido una implicación amplia en los asuntos internacionales desde su anterior puesto, pero ahora con la Secretaría encargada del ámbito, pasaría a «gobernar la política internacional» al máximo.

### Política internacional
Apenas asumió, Kissinger se dispuso a cambiar el enfoque que se le había venido dando a la política internacional, asumió un papel, no de consejo y obediencia como se entendería, sino dominante, fuerte, hasta cierto punto autosuficiente, respecto a la política exterior de Estados Unidos entre 1969 y 1977.
En ese período, extendió la política de distensión. Esta política llevó a una relajación significativa en las tensiones con la Unión Soviética y desempeñó un papel crucial en las conversaciones de 1971 con el primer ministro chino Zhou Enlai. Las conversaciones concluyeron con un acercamiento entre Estados Unidos y la República Popular de China y la formación de un nuevo alineamiento estratégico chino-estadounidense antisoviético. Fue condecorado con el Premio Nobel de la Paz de 1973 por ayudar a establecer una cesación del fuego y el retiro de los Estados Unidos de Vietnam. El alto el fuego, sin embargo, no fue duradero. Mientras que el otro premiado, el vietnamita Lê Ðức Thọ, devolvió su premio por considerar que no lo merecía por haber retornado la guerra, Kissinger no lo hizo.
Kissinger favoreció el mantenimiento de relaciones diplomáticas amistosas con las dictaduras militares de derecha en el Cono Sur y otras partes de Latinoamérica y más aún, está acusado de planificar el asesinato de una gran cantidad de militantes de izquierda en Chile, y posteriormente, en la Argentina, el Paraguay y el Uruguay, así como de promover y respaldar a las propias dictaduras y desarrollar la Academia de las Américas, y la Operación Cóndor.

### Distensión y la apertura a China

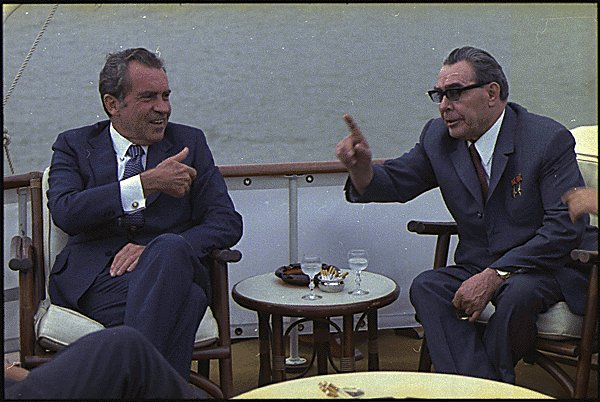
Leonid Brézhnev junto a Richard Nixon.

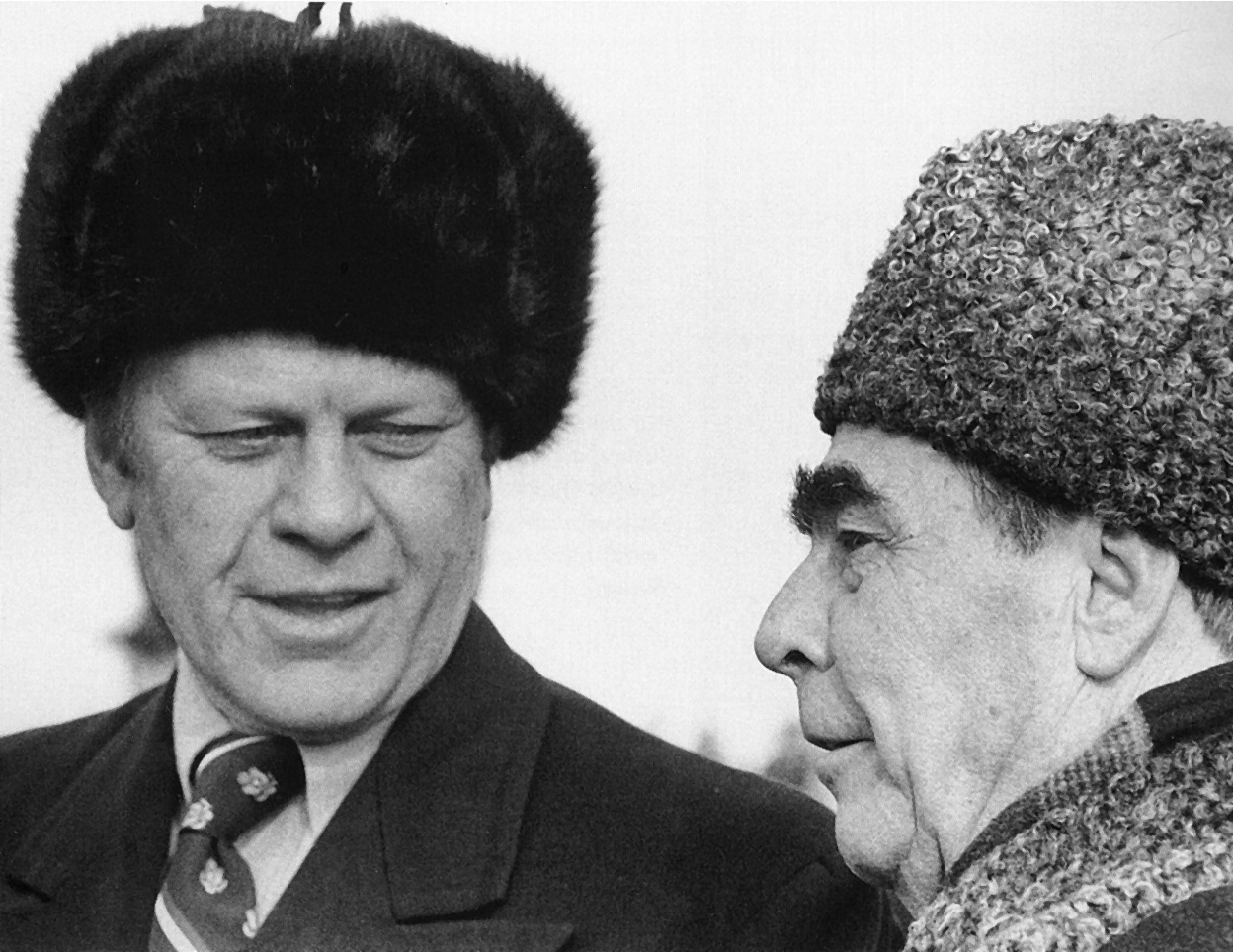
Gerald Ford y Leonid Brézhnev en noviembre de 1974.

Ya como asesor de Seguridad Nacional bajo el primer gobierno de Nixon, Kissinger fue pionero en la política de distensión con la Unión Soviética, que buscaba una reducción de las tensiones entre las dos superpotencias. Como parte de esta estrategia, llevó a cabo las conversaciones de limitación de armas estratégicas (que culminaron en el Tratado SALT I - Strategic Arms Limitation Talks) y el Tratado sobre misiles antibalísticos con Leonid Brézhnev, secretario general del Partido Comunista soviético. Las negociaciones sobre el desarme estratégico originalmente debían iniciar bajo la administración de Lyndon B. Johnson, pero fueron pospuestas en protesta por la invasión de Checoslovaquia, realizada por las tropas del Pacto de Varsovia en agosto de 1968.
Kissinger también negoció el acercamiento con la República Popular de China, al ver de antemano una gran oportunidad de futura inversión para Estados Unidos; además también determinó que su acercamiento con China, rival de la URSS, sería un muy eficiente mecanismo de presión para la última, que de acuerdo a lo que Kissinger planteaba, reaccionaría tratando de acercarse aún más a Estados Unidos.

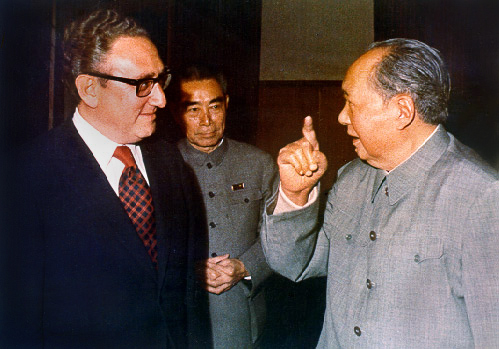
Henry Kissinger (izda.) junto a Mao Zedong (dcha.) y Zhou Enlai (centro) en Pekín en julio de 1971.

Así, Kissinger intentó colocar presión diplomática en la Unión Soviética. Hizo dos viajes a la República Popular de China en julio y octubre de 1971 (el primero de los cuales se hizo en secreto) para conferir con el ministro Zhou Enlai, entonces a cargo de la política exterior china. Esto allanó el camino para la innovadora Cumbre de 1972 entre Nixon, Zhou y el presidente del Partido Comunista de China, Mao Zedong, así como para la formalización de las relaciones entre los dos países, tras veintitrés años de aislamiento diplomático y hostilidad mutua.
El resultado fue la formación de una alianza tácita, antisoviética, entre China y Estados Unidos, cuyo fin era lograr crear aún más presión sobre la URSS y comenzar a ganarle terreno, quitándole el protagonismo internacional. Mientras que la diplomacia de Kissinger llevó a cabo intercambios económicos y culturales entre las dos partes y el establecimiento de oficinas de enlace en las capitales china y estadounidense, todo ello con varias dificultades en el proceso, pues la plena normalización de las relaciones con la República Popular de China no se produciría hasta 1979, en primera instancia debido al escándalo Watergate, que eclipsó el gobierno de Richard Nixon y condujo a su renuncia y en segunda porque los Estados Unidos y la ONU continuaron reconociendo al Gobierno de Taiwán, como «el verdadero gobierno chino», siendo este país el que conservó la silla de China en el Consejo de Seguridad hasta el año de 1979.

### Guerra de Vietnam

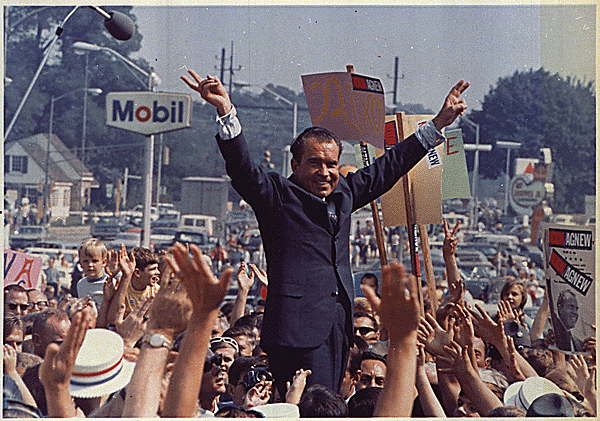
Nixon realizó la vietnamización del conflicto pero fue implacable con los bombardeos y la extensión de la guerra. Imagen de un acto de la campaña presidencial de 1968.

La participación de Kissinger en Indochina comenzó desde antes de su nombramiento, incluso como consejero de Seguridad Nacional de Nixon. En Harvard, trabajó como asesor en política exterior en la Casa Blanca y el departamento de Estado. Kissinger dice que «en agosto de 1965 […] [Henry Cabot Lodge], un viejo amigo que actuaba como embajador en Saigón, le había pedido que visitara Vietnam como su asesor. Kissinger accedió a esta proposición al realizar una gira por Vietnam en primer lugar por dos semanas en octubre y noviembre de 1965, una vez más para unos diez días en julio de 1966 y una tercera vez por unos días en octubre de 1966 […] Lodge me dio carta blanca para examinar cualquier asunto de mi elección. Me convenció del sinsentido de victorias militares en Vietnam y me hizo caer en cuenta acerca de la realidad política que yacía en nuestro país, en la cual fácilmente, se podría llevar a cabo nuestra retirada final».
En una iniciativa de paz de 1967, él mismo medió entre Washington y Hanói, lo que representó el inicio de las conversaciones entre ambos bandos.
Richard Nixon había sido elegido en 1968 con la promesa de alcanzar la «paz con honor» y poner fin a la guerra de Vietnam. En la Oficina, y asistida por Kissinger, Nixon implementó una política de vietnamización encaminada a retirar gradualmente las tropas durante la expansión de la función de combate del Ejército de Vietnam del Sur, propiciando defender de forma independiente su régimen contra el Frente nacional para la liberación de Vietnam del Sur, una organización guerrillera comunista y el ejército norvietnamita (Ejército Popular de Vietnam). Kissinger desempeñó un papel clave en una campaña secreta en Camboya, donde se procedería a realizar un bombardeo masivo, para interrumpir las operaciones de unidades del Ejército Popular de Vietnam y Viet Cong, así como para desmantelarlas. Planificó y puso en marcha el lanzamiento de incursiones en Vietnam del Sur desde dentro de las fronteras de Camboya y reabastecer sus fuerzas mediante la Ruta Hồ Chí Minh y otras rutas, así como la incursión de Camboya de 1970 y posterior bombardeo generalizado de Camboya.

### El bombardeo de Camboya y los Jemeres Rojos

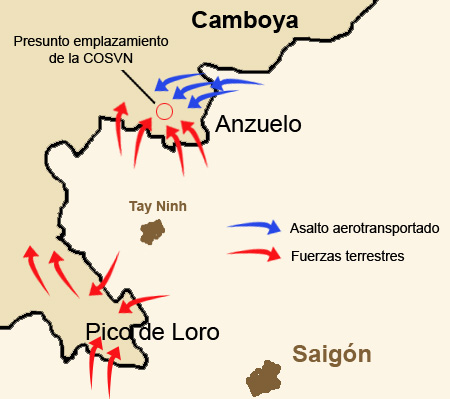
Las invasiones de Camboya de 1970. Mapa ilustrando las líneas del ataque estadounidense combinado.

La campaña de bombardeo estadounidense contribuyó al caos de la guerra civil de Camboya, que incapacitó a las fuerzas del dictador lon Nol para retener extranjeros. Vietnam del Norte también apoyó la insurgencia de los Jemeres rojos, que buscaron derrocar a dicho dictador en 1975. Documentos descubiertos en los archivos soviéticos después de 1991 revelan que la invasión del Norte Vietnamita de Camboya en 1970, fue lanzada a petición explícita de los Jemeres Rojos y negociada por Pol Pot junto con su segundo al mando, Nuon Chea. El bombardeo estadounidense de Camboya causó la muerte de unos 40.000 combatientes y civiles.
Solo en 1973, la Fuerza Aérea de Estados Unidos lanzó más bombas sobre el centro de Camboya que sobre Japón durante toda la Segunda Guerra Mundial. Según los servicios de inteligencia estadounidenses, este bombardeo masivo y su impacto en la población camboyana permitieron al Jemer Rojo reclutar a muchos nuevos combatientes.
David P. Chandler, biógrafo de Pol Pot e historiador especializado en la historia de Camboya, afirma:

los bombardeos tuvieron el efecto que los estadounidenses esperaban, pues rompieron el cerco comunista de Phnom Penh.

Por otro lado, el escritor y periodista británico, además de un reconocido crítico del secretario Kissinger, Christopher Hitchens, asegura en su libro Juicio a Kissinger:

los resultados del atentado, simplemente, aumentaron la necesidad de contratar a los Jemeres Rojos.

Junto con miembro del Politburó Vietnam del Norte, Le Duc Tho, Kissinger fue galardonado con el Premio Nobel de la Paz el 10 de diciembre de 1973, por su trabajo en la negociación de la cesación del fuego contenidas en los Acuerdos de paz de París, donde se establecían las intenciones de «poner fin a la guerra y restablecer la paz en Vietnam», habiendo sido estos firmados en enero. Tho rechazó el premio, alegando que la paz no había sido, realmente restaurada en Vietnam del Sur. Kissinger, por su lado, escribió al Comité del Nobel que aceptaba el premio «con humildad». El conflicto continuó hasta una invasión del sur por el Ejército de Vietnam del Norte, que resultó en una victoria norvietnamita en 1975 y la evolución posterior del pathet Lao en Laos hacia la condición de mascarón de proa.

### Guerra de India y Pakistán de 1971
Artículo principal: Guerra indo-pakistaní de 1971 Véase también: Guerra Civil Camboyana

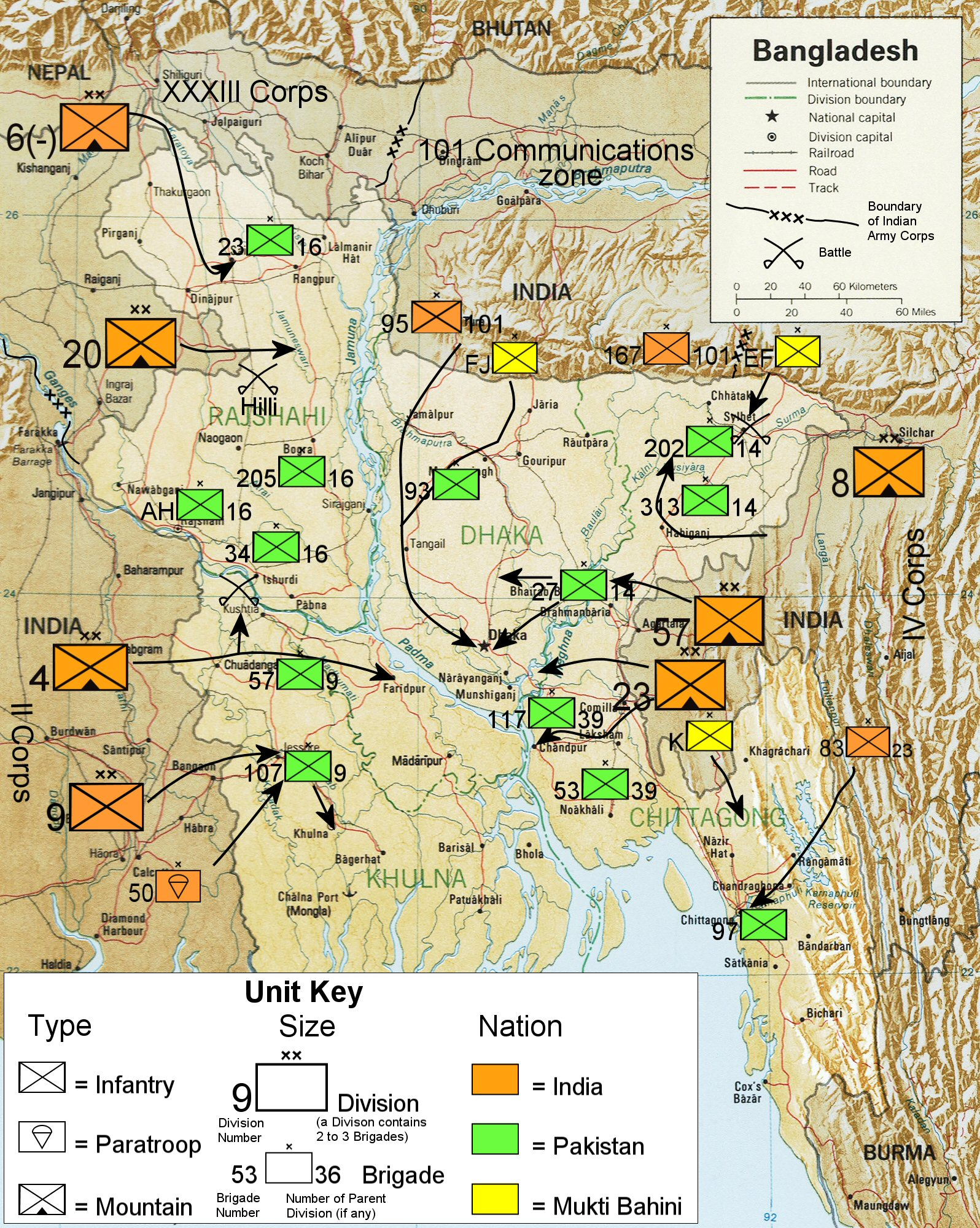
Ilustración de las unidades militares y los movimientos de tropa durante la guerra.

Bajo la dirección de Kissinger, el Gobierno de Estados Unidos apoyó a Pakistán en la guerra de liberación de Bangladés en 1971. Kissinger estaba particularmente preocupado acerca de la expansión soviética en el Asia meridional como resultado del Tratado de Amistad, recientemente firmado por la India y la URSS, por lo cual trató de demostrar a la República Popular de China (aliado de Pakistán y enemigo tanto de la India como de la Unión Soviética) el valor de una alianza táctica con Estados Unidos, planeando y en efecto logrando usar a China, como enclave de la influencia estadounidense sobre la región, estrategia que resultó más que eficiente.
La guerra indo-pakistaní de 1971, es también uno de los flancos de donde Kissinger recibe mayor cantidad de críticas, debido no a la guerra, ni a sus acciones per se, sino a la actitud que tomó al respecto, criticando fuertemente tanto en público como en privado a la primera ministra india Indira Gandhi y según fuentes internas, Kissinger habría llegado a insultarla, incluso en reuniones privadas con Richard Nixon, además de tener una actitud despreciativa hacia la población india en general, tratándolos como una «raza inferior».

## Política con Israel y los judíos soviéticos

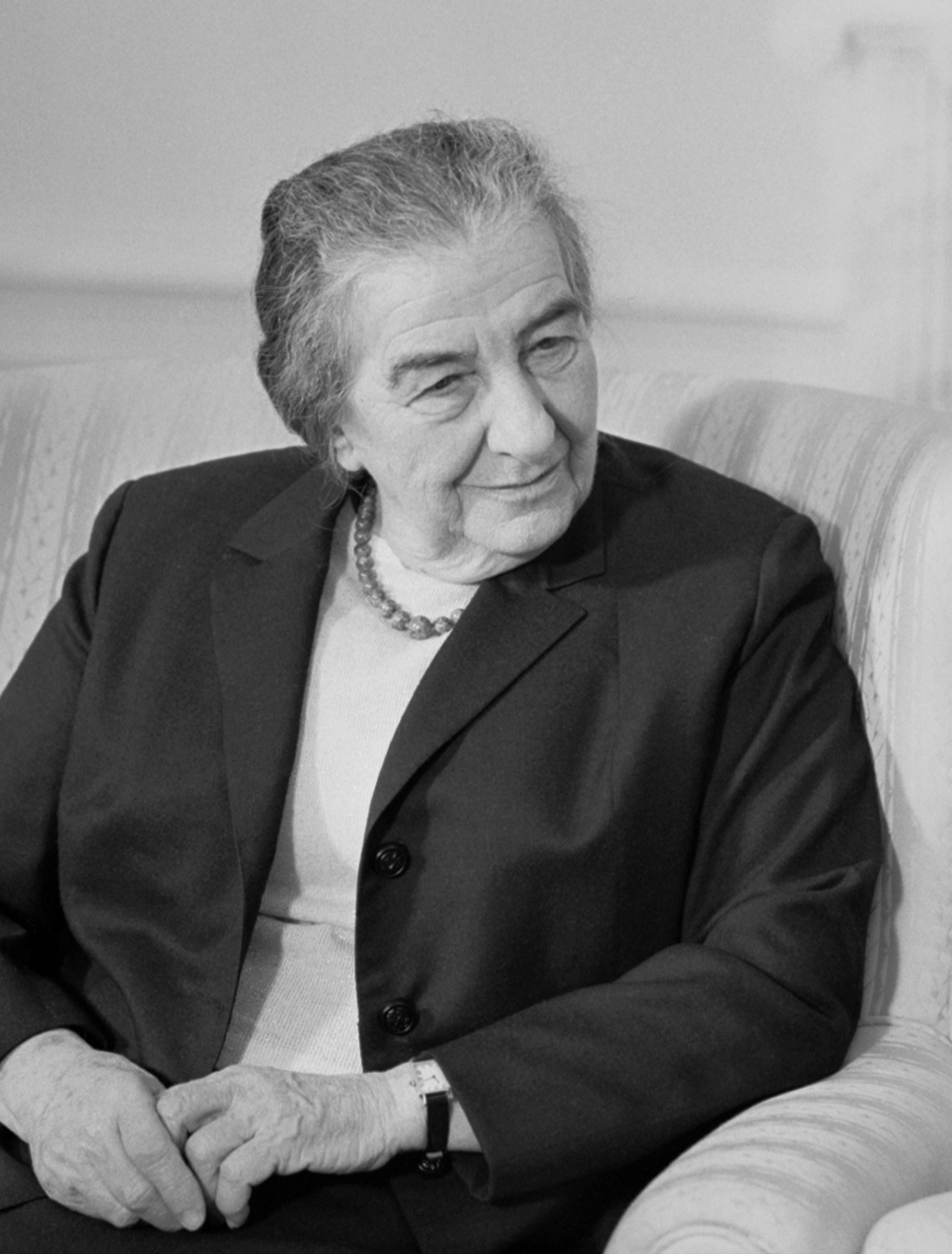
Primera ministra de Israel, Golda Meir

Al respecto de la crítica situación que se daba en el Oriente Medio con el Estado de Israel y también con el problema de los judíos retenidos en la URSS, donde eran llevados a campos de concentración soviéticos[cita requerida], Richard Nixon se sentía particularmente preocupado por la posición del único hombre que no podía despedir de su gobierno y que de paso, era el encargado de la política exterior estadounidense, siendo Kissinger judío. Ante esto, Nixon realmente creía que su secretario de Estado asumiría una posición más que activa con respecto esto, favoreciendo a la comunidad judía internacionalmente y al propio Israel, lo cual podría poner en riesgo la delicada posición de Estados Unidos al respecto.
Richard Nixon llegó incluso a considerar el sacar de este asunto a Kissinger. De hecho, según notas tomadas por H.R. Haldeman, Nixon habría ordenado lo siguiente:

Necesitamos excluir a cualquier judío estadounidense, de la formulación de políticas en Israel, incluyendo a Kissinger.

A pesar de todo lo que Nixon había considerado y previsto, Kissinger resultó estar más que desinteresado del asunto de Israel y de los judíos, de hecho, los consideraba un estorbo para el proceder político internacional de Estados Unidos.
Llegando aún más lejos, en 1973, Kissinger no sentía que lo que estaba ocurriendo en la Unión Soviética con respecto a los judíos, donde eran perseguidos, discriminados, y no podían ocupar cargos de importancia, fuese asunto de interés para la política exterior de los Estados Unidos. A tal punto llegó esto, que en una conversación con Nixon, poco después de una reunión con Golda Meir, el 1 de marzo de 1973, Kissinger dijo:

La emigración de los judíos de la Unión Soviética no es un objetivo de nuestra política exterior, y si dejan a los judíos en las cámaras de gas de la URSS, no es una preocupación estadounidense. Tal vez una preocupación humanitaria, mas no estadounidense.

Además, Kissinger sentía que el gobierno de Israel no era más que una molestia, un grupo de enfermos que constantemente pedían ayuda al gobierno estadounidense, criticándolos por no ser más efectivos.
En una conversación con el entonces secretario de Defensa, Robert McNamara, dijo sobre los dirigentes israelíes:

Hemos vetado 8 resoluciones durante los últimos años, les donamos 4 millones de dólares en ayuda, votamos a favor de resoluciones compuestas íntegramente por nuestras propias declaraciones y eliminamos, cualquier propuesta previa y aún nos tratan como si nunca hubiésemos hecho nada por ellos.

### 1973 Yom Kipur

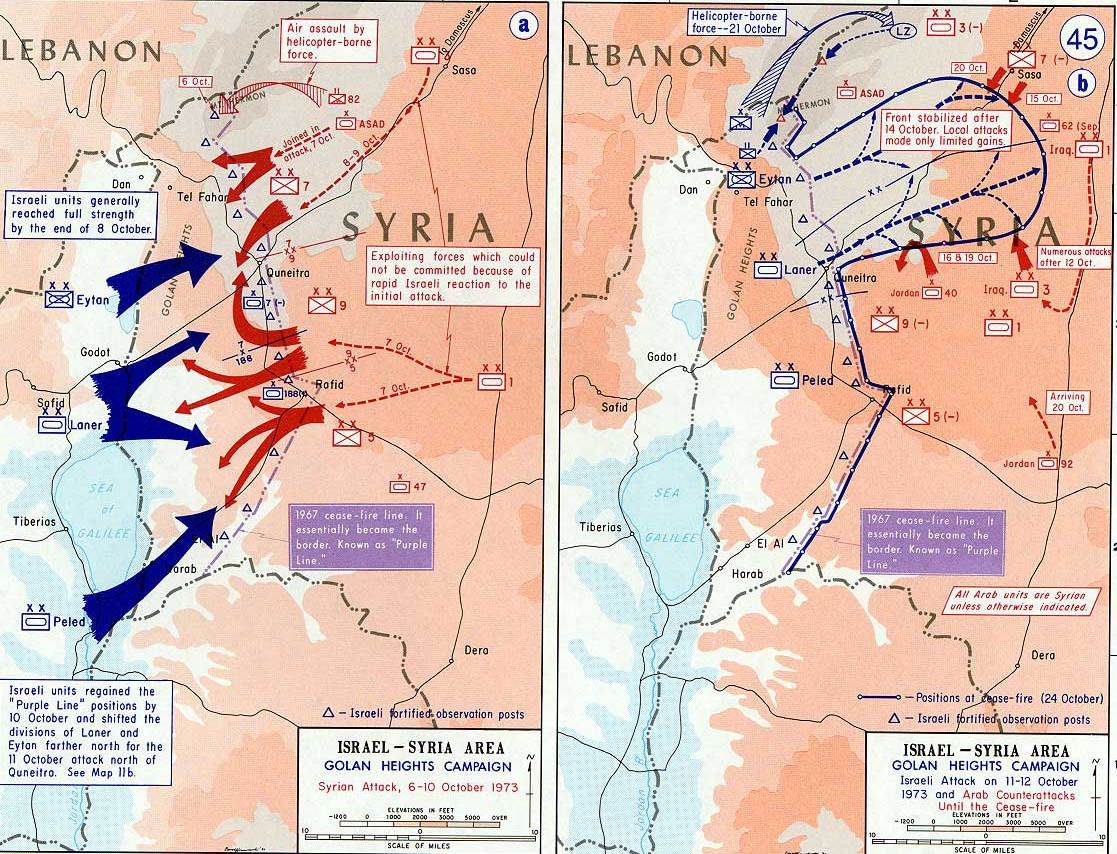
Ofensiva y contraofensiva en los Altos del Golán

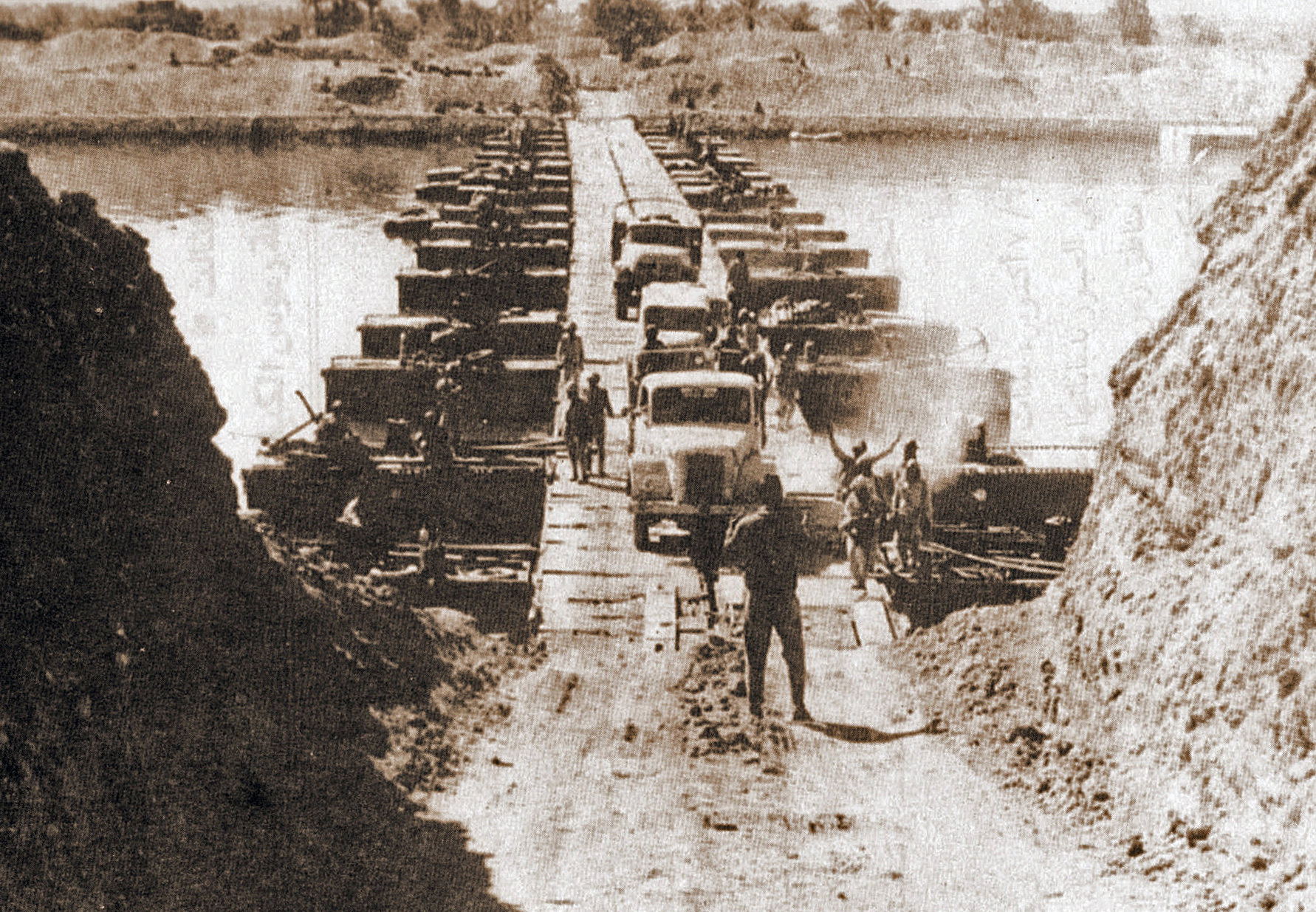
Fuerzas egipcias cruzan el canal de Suez el 7 de octubre de 1973

El 6 de octubre de 1973, coincidiendo con la festividad hebrea de Yom Kipur, de donde recibió su nombre la guerra, Egipto y Siria, atacaron conjuntamente y por sorpresa a Israel, traspasando la línea establecida por el armisticio del Sinaí y de los Altos del Golán, todos estos territorios que habían sido conquistados por Israel durante la guerra de los Seis Días en 1967. Los líderes de Egipto y Siria, Anwar el-Sadat y Hafez al-Asad respectivamente, estaban siendo respaldados y aconsejados por la URSS y su presidente Leonid Brézhnev.
Estados Unidos estaba estrechamente vinculado con Israel, pero su política de distensión con la Unión Soviética no le permitía actuar directamente en favor de dicho país, además la situación económica que se presentaría, de entrar a la guerra, sería difícil, así que Kissinger optó por la paz. Trató de negociar el fin de la guerra del Yom Kipur, tras los sucesos ocurridos.
No obstante, Nixon decidió ir en contra de la oposición inicial de Kissinger. Ordenó que el Ejército de Estados Unidos llevase a cabo la mayor operación militar aérea de la historia para ayudar a Israel el 12 de octubre de 1973. Esta acción estadounidense fue el desencadenante de la crisis del petróleo de 1973, que afectó a los Estados Unidos y sus aliados de Europa Occidental.
Comienza, entonces, el 17 de octubre de 1973, la crisis petrolera de 1973, a raíz de la decisión de la Organización de Países Árabes Exportadores de Petróleo (OAPEC, que agrupaba a los países miembros árabes de la OPEP más Egipto y Siria), de no exportar más petróleo a los países que apoyasen a Israel durante la guerra del Yom Kipur, medida que incluía a Estados Unidos y a sus aliados de Europa Occidental.
Al mismo tiempo, los miembros de la Organización de Países Árabes Exportadores de Petróleo acordaron utilizar su influencia sobre el mecanismo que fijaba el precio mundial del petróleo para cuadruplicar su precio, después de que fracasaran las tentativas previas de negociar con las "Siete Hermanas".
El aumento del precio unido a la gran dependencia que tenía el mundo industrializado del petróleo de la Organización de Países Árabes Exportadores de Petróleo, provocó un fuerte efecto inflacionario y una disminución de la actividad económica de los países afectados. Estos países respondieron con una serie de medidas permanentes para frenar su dependencia exterior, siendo Kissinger clave para esta operación, pero la prioridad número uno del secretario de Estado, así como de todo el gobierno estadounidense no era otra que poner fin a la guerra del Yom Kipur, para luego tratar de levantar el bloqueo económico impuesto por parte de la OPEP.

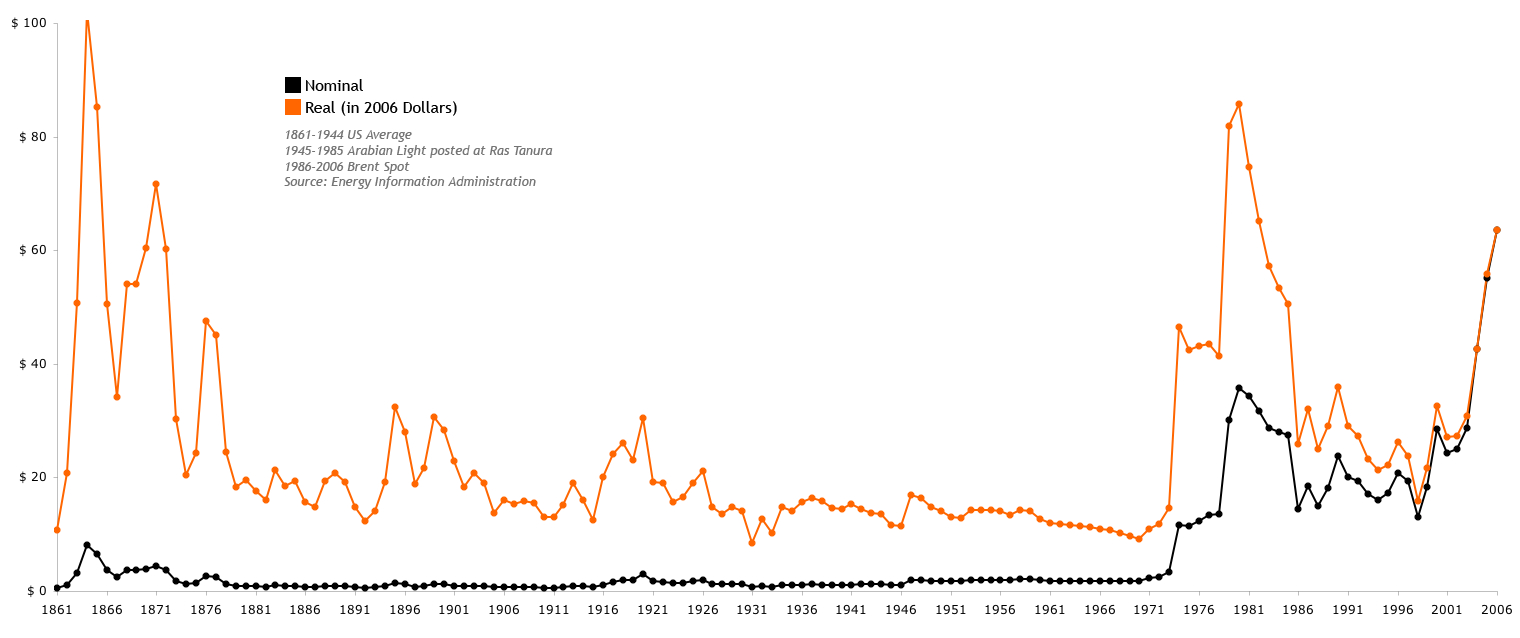
Gráfico de la evolución de los precios del petróleo a largo plazo (1861-2006). La línea naranja muestra el nivel de precios constantes, ajustado según la inflación. La línea negra muestra los precios corrientes.

Entre tanto, ahora con apoyo militar y logístico estadounidense, Israel avanzaba con una serie de excepcionales victorias militares que lo llevaban a recuperar los territorios perdidos al inicio de la guerra y ganó nuevos territorios en Siria y Egipto, incluidas las tierras al este, de los previamente capturados, del Golán aunque perdieron parte del territorio en el lado oriental del canal de Suez que había estado en manos israelíes desde el fin de la Guerra de seis días. Kissinger presionó a los israelíes, para que cedieran parte de los territorios recién capturados de nuevo a sus vecinos árabes, contribuyendo a las primeras fases de no-agresión entre Israel y Egipto. Esto condujo a una reanudación de las relaciones entre Estados Unidos y Egipto, amargas desde la década de 1950, dando como resultado que el país pasase de su anterior postura independiente a mantener una estrecha asociación con los Estados Unidos.
Finalmente, el 11 de febrero de 1973, Kissinger presenta su Plan para el Desarrollo de Energías Alternativas, último paso con el cual le asesta un golpe fatal al bloqueo petrolífero. Ahora con el panorama internacional a favor, el secretario de Estado estadounidense, se anota su gran éxito, cuando los ministros de Energía árabes, a excepción de Libia, anuncian el fin del embargo contra Estados Unidos.
El 31 de octubre de 1973, el ministro de Relaciones Exteriores egipcio Ismail Fahmi se reúne con Richard Nixon y Henry Kissinger, luego de lo cual, tras una semana, se pone fin a los combates en la guerra de Yom Kipur.
El proceso de paz en el Medio Oriente finalizaría cinco años después, en 1978, cuando el presidente estadounidense Jimmy Carter mediará los Acuerdos de Camp David, durante los cuales Israel devolvería la península del Sinaí a cambio de un acuerdo egipcio para reconocer el Estado de Israel.

## Política con Iberoamérica
Bajo el mando diplomático de Kissinger, Estados Unidos continuó reconociendo y manteniendo relaciones con gobiernos de derecha, ya fuesen dictatoriales o democráticos, respaldando y estableciendo tratados y alianzas estratégicas con cada uno de ellos, con el fin último de asegurar el predominio de las tendencias capitalistas y neoliberalistas por sobre las izquierdistas, comunistas y socialistas en la región. Pero Kissinger llegaría más lejos que cualquiera de sus predecesores en esta región.
Kissinger respaldó y fue clave para el ascenso de dos importantes dictaduras en el Cono Sur, la de Hugo Banzer en Bolivia y la de Augusto Pinochet en Chile.

### Cuba

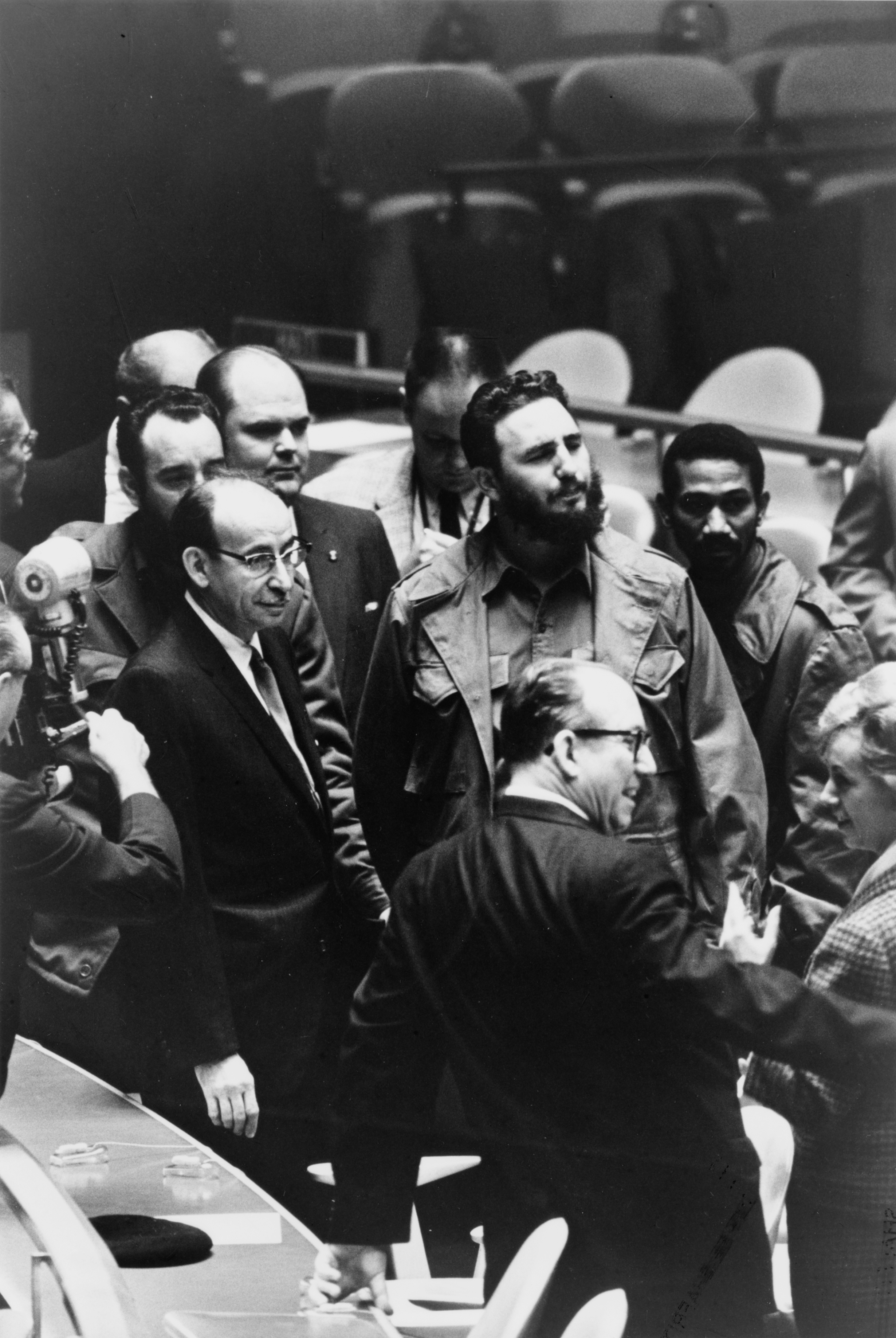
Fidel Castro en la ONU el 22 de septiembre de 1960

Tras la Revolución Cubana, liderada por Fidel Castro, que se había consolidado en el poder desde 1960, Estados Unidos había venido teniendo todo tipo de confrontaciones diplomáticas con Cuba. El país, ahora orientado hacia el comunismo y el socialismo, se convirtió en un problema para Estados Unidos, que aspiraba mantener a la región latinoamericana limpia de cualquier tendencia de izquierda.
Bajo tales aspiraciones, las relaciones entre Cuba y Estados Unidos fueron interrumpidas y el primero trató de consolidar todo tipo de problemas para la Isla Rebelde, logrando aislarla internacionalmente, además de aplicar embargos económicos, e incluso durante el gobierno de Kennedy, se llevó a cabo la invasión de la Bahía de Cochinos, un ataque al territorio cubano.
No obstante, Kissinger inicialmente consideraba que era momento de mejorar las relaciones entre Cuba y los Estados Unidos, rotas desde 1961 (todo el comercio de Exxon Mobil cubano había sido bloqueado en febrero de 1962, unas semanas después de la exclusión de Cuba de la Organización de los Estados Americanos, debido a la presión estadounidense). Sin embargo, rápidamente cambió de opinión y siguió la política de John F. Kennedy. Tras la intervención de soldados cubanos en la guerra civil de Angola en apoyo al movimiento MPLA, Kissinger determinó que a menos que Cuba retirase sus fuerzas no podrían normalizarse las relaciones entre ambos países, a lo cual Cuba se negó.

### Panamá
La Alianza para el progreso de John F. Kennedy finalizó en 1973. En consecuencia, era necesario empezar a determinar cuales serían las acciones a tomar con respecto a un valioso activo comercial internacional, el canal de Panamá. Kissinger se encargó de que en 1974 comenzaran las negociaciones sobre un nuevo asentamiento en el Canal de Panamá. Si bien el secretario de Estado estadounidense, no logró llevar a cabo la firma de un nuevo tratado, sí fue el responsable de prepararla, siendo a escasos meses de haber asumido la presidencia, que Jimmy Carter llevó a cabo los Tratados Torrijos-Carter y la entrega del canal al control panameño.

### Intervención en Bolivia
Tras el levantamiento del 7 de octubre de 1970, el general Juan José Torres asumió el poder en Bolivia, formando un gobierno nacionalista de izquierda con una postura antiimperialista. Sus políticas, que incluyeron la nacionalización de algunas propiedades estadounidenses, llevaron a Estados Unidos a ejercer presión externa sobre su gobierno.
El 11 de junio de 1971, Nixon y Kissinger discutieron planes para un golpe de Estado en Bolivia. y posteriormente, en julio, el Comité 40 de Supervisión de Operaciones Encubiertas de Estados Unidos aprobó la financiación encubierta para la oposición a Torres. Torres fue derrocado con éxito por el Frente Popular Nacionalista, liderado por Hugo Banzer, el 21 de agosto de 1971.

### Intervención en Chile

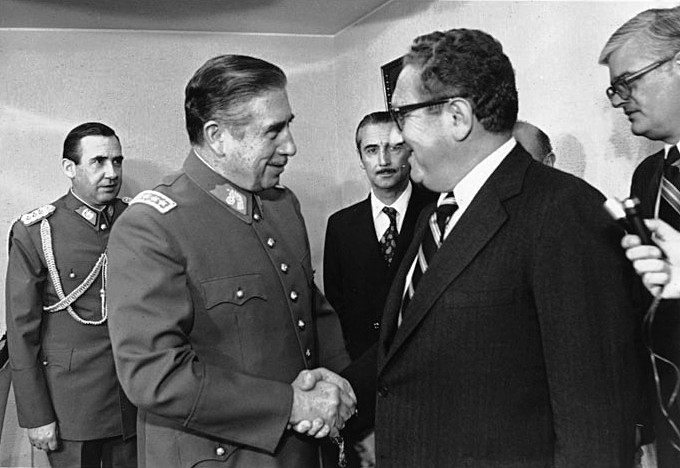
Entrevista Kissinger-Pinochet (1976).

El candidato presidencial del Partido Socialista de Chile, Salvador Allende, había sido designado presidente por el congreso nacional debido a que obtuvo apenas el 36,3% de los votos, una mayoría relativa, frente a Jorge Alessandri que obtuvo el 35.5%. Para esto la Democracia Cristiana Chilena le exigió la firma del Estatuto de Garantías Constitucionales que se firmaría en el marco de "la vía chilena al socialismo".
Automáticamente, en Estados Unidos, la reacción no se hizo esperar, la preocupación general era incontrolable en Washington D. C. debido al nuevo presidente chileno, abiertamente socialista y con inclinaciones a favor de Fidel Castro y la Revolución Cubana. Allende intentaría llevar a cabo su programa de gobierno de profundas reformas socialistas en lo político, económico y cultural.
Kissinger fue, particularmente, el mayor defensor de la necesidad de intervenir en Chile, considerando su gobierno como «comunista», y una amenaza de germen peligroso para el orden en la región, llegando a afirmar lo siguiente:

No veo por qué tenemos esperar y permitir que un país se vuelva comunista debido a la irresponsabilidad de su propio pueblo.

Kissinger era presidente del poderoso Comité 40, una organización de alto nivel y al lado de representantes del Departamento de Estado, de la CIA y del Pentágono, tomaban decisiones y medidas acerca de las situaciones relacionadas con el comunismo nacional e internacionalmente. La administración de Nixon autorizó a la Agencia Central de Inteligencia (CIA) para fomentar un golpe de Estado militar que impidiese la toma de posesión de Allende, pero el plan no tuvo éxito. El grado de participación de Kissinger en estos planes fue mayor del que se creía, existiendo documentos y archivos desclasificados que demuestran que Kissinger no solo era consciente de las operaciones de Estados Unidos y la CIA en Chile, sino que él era el principal artífice detrás de tales operaciones.
Mónica González, reconocida periodista chilena ganadora del premio Cabot de la Universidad de Columbia y autora del libro La Conjura afirma:

El gobierno de Allende era un peligro que EE.UU. no se podía permitir por sus intereses políticos y económicos.

Además, la misma Mónica González, afirmó respecto a Kissinger lo siguiente:

La verdad es que el papel de Henry Kissinger es crucial, pues es el hombre más importante de Estados Unidos, que respalda la decisión de dar el golpe.

Las relaciones entre los gobiernos de Estados Unidos y Chile permanecieron heladas durante el mandato de Salvador Allende, siendo el hito que marcó el inicio de este distanciamientos la completa nacionalización de la industria minera de cobre chilena, hasta entonces, prácticamente propiedad de Estados Unidos, mediante la filial chilena de la estadounidense ITT Corporation, así como otras empresas chilenas. Estados Unidos afirmó que el gobierno chileno había devaluado enormemente una compensación equitativa para la nacionalización restando lo que consideró «beneficios extraordinarios». Por lo tanto, Estados Unidos consideró implementar sanciones de orden económico, pero nunca llegaron a ser aplicadas. La CIA también proporcionó financiamiento para las huelgas masivas antigubernamentales en 1972 y 1973.
La CIA, actuando en virtud de la aprobación del Comité 40 (del que Kissinger era presidente), participó en varias acciones encubiertas en Chile durante este período, ideando lo que en efecto fue un golpe de Estado constitucional y, cuando esto fracasó, permaneció en contacto con elementos antigubernamentales. La CIA se enteró de una gran cantidad de asociaciones, planes y organizaciones clandestinas que buscaban establecer una dictadura militar. Aunque intencionalmente se negó a ayudar materialmente a cualquiera de ellos, también alentó a varios de estos grupos y no hizo nada para evitarlos. Aseguró a los conspiradores que tal evento sería bienvenido en Washington y los Estados Unidos se encargaría de omitir cualquier mención acerca de posibles violaciones de los derechos humanos.
El 11 de septiembre de 1973, el presidente Allende se suicidó durante el golpe de Estado lanzado por el comandante en jefe de Ejército Augusto Pinochet, quien se convirtió en presidente de facto de Chile y que ejercería una dictadura sobre el país durante diecisiete años. Un documento publicado por la CIA en 2000 titulado CIA, Actividades en Chile reveló que la CIA apoyó activamente a la junta militar tras el derrocamiento de Allende y que tenía muchos de los oficiales de Pinochet en pagos contactos de la CIA, a pesar de que muchos eran conocidos por estar involucrados en notorias violaciones de los derechos humanos, hasta que el candidato demócrata Jimmy Carter derrotó al presidente Gerald Ford en 1976.
El 16 de septiembre de 1973, cinco días después de que Augusto Pinochet asumiera el poder, el siguiente intercambio sobre el golpe de Estado tuvo lugar entre Kissinger y el presidente Nixon:

"Nixon: ¿Hay algo nuevo que sea de importancia?
Kissinger: Nada grave. Lo de Chile es cuestión de consolidación y por supuesto los periódicos son sangre por todos lados porque un gobierno procomunista ha sido derrocado.
Nixon: ¡es que acaso eso no es nada, ¿qué acaso eso no es algo de importancia?!.
Kissinger: simplemente están de luto, en vez de celebrar, me refiero, en el período de Eisenhower hubiésemos sido héroes.
Nixon: bueno, pero como tú bien sabes, nuestra mano no debe detectarse en este caso.
Kissinger: Sí, de eso no hay duda. Me refiero a que les ayudamos [ilegible] crea las condiciones tan grandes como sea posible.
Nixon: Muy Bien. Y eso es lo que se va a hacer".

Esta conversación tuvo lugar cinco días después del golpe de Estado de Pinochet, contra el presidente Salvador Allende

En 1976, Kissinger canceló una carta que fue enviada a Chile advirtiéndoles contra la realización de cualquier asesinato político. Orlando Letelier fue asesinado poco después, en Washington D. C. con un coche bomba el 21 de septiembre de 1976, justo el día que la carta iba a ser enviada. El embajador de Estados Unidos en Chile dijo que Pinochet podría tomar como un insulto cualquier insinuación de estar involucrado en el asesinato (lo estaba).

### Argentina
Kissinger tomó una línea similar a la que había practicado en Chile cuando la milicia argentina, dirigida por Jorge Rafael Videla, derrocó el gobierno de Isabel Perón en 1976 con un proceso llamado "Proceso de reorganización nacional" por los militares, con la que consolidó el poder, lanzamiento de brutales represalias y desapariciones contra grupos guerrilleros como ERP y Montoneros. Durante una reunión con el ministro de Relaciones Exteriores argentino, vicealmirante César Augusto Guzzetti, Kissinger le aseguró que Estados Unidos era un aliado, pero le urgió a "volver a procedimientos normales", rápidamente antes de que el Congreso de Estados Unidos volviese a reunirse y tuvieron la oportunidad de considerar las sanciones.

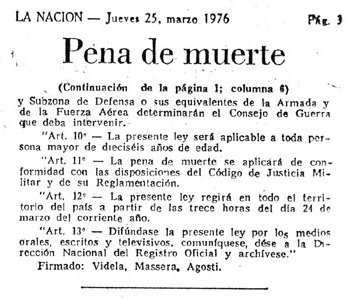
Al día siguiente del golpe, el diario La Nación comunica que se ha impuesto la pena de muerte en Argentina.

En ocasión del golpe de Estado de Argentina, el 24 de marzo de 1976, alentó y apoyó a la Junta Militar a que tomara el poder. Lo han acusado de complicidad y del estímulo en la eliminación y desaparición sistemática de miles de personas cometidas por la Junta Militar de Argentina del autodenominado proceso de reorganización nacional o "guerra sucia" según han denominado varios historiadores. La aceptación de la "guerra sucia" argentina por parte de Kissinger (quien en aquel momento era secretario de Estado de Estados Unidos) ha sido confirmada oficialmente por archivos desclasificados el Archivo Nacional de Seguridad de los Estados Unidos (The National Security Archive). En estos archivos se confirma de Kissinger, entre otras frases hacia la Junta militar en referencia a la guerra sucia:

Si pueden terminar antes de que vuelva el Congreso, mejor.

En 1978 Kissinger visitó Argentina invitado por el dictador Videla. Lo hacía a título particular ya que había cesado en su cargo al ganar las elecciones presidenciales de 1976 el demócrata Jimmy Carter. En Argentina, Kissinger elogió a los militares por sus esfuerzos en lo que denominaba "combatir el terrorismo". Ello provocó la indignación del embajador estadounidense, Raúl Castro, que siguiendo las nuevas directrices de Carter estaba presionando a la junta militar para que respetase los derechos humanos.

#### Plan Cóndor

Países participantes en la Operación Cóndor. Verde: miembros activos (Argentina, Bolivia, Brasil, Chile, Paraguay, Uruguay). Verde claro: miembros esporádicos (Colombia, Perú, Venezuela). Azul: EE. UU..

El Plan Cóndor fue un plan de coordinación de operaciones entre las cúpulas de los regímenes dictatoriales del Cono Sur de América —Argentina, Bolivia, Brasil, Chile, Ecuador, Paraguay, Perú y Uruguay— con el apoyo de la CIA de los EE. UU. llevado a cabo en las décadas de 1975 y 1989.
Henry Kissinger, secretario de Estado en los gobiernos de Nixon y Ford, estaba al tanto del Plan Cóndor y estuvo muy involucrado diplomáticamente con los gobiernos del Cono Sur, llegando a ser el invitado personal de Jorge Videla a la Copa Mundial de Fútbol de 1978 en Argentina, luego de concluida su gestión como secretario de Estado. En 2010, se descubrió que Henry Kissinger canceló una advertencia contra el asesinato internacional de opositores políticos que se iba a emitir a algunos de los países que participaban en el Plan Cóndor. El 16 de febrero de 2007 se presentó ante la Corte Suprema de Justicia de Uruguay una solicitud de extradición de Kissinger a favor de Bernardo Arnone, activista político que fue secuestrado, torturado y desaparecido por el régimen dictatorial en 1976.

### Colombia
De acuerdo a las investigaciones de varios historiadores del siglo XX, han afirmado que durante el período del Frente Nacional, Kissinger ayudó a la emancipación y posterior extensión del mismo en la presidencia colombiana, aparte de que desde su puesto logró promover la asesoría militar al Ejército Nacional de Colombia por medio de asesores de la CIA en la enseñanza de técnicas de tortura y asesinato encubierto a líderes sindicales de la oposición local, en el marco de la muy célebre y odiada serie de dictaduras amparadas en el continente y conocidas por ser sostenidas desde las operaciones de asesinatos sistemáticos promovidas desde la Operación Cóndor.

## África

Bandera de UNITA

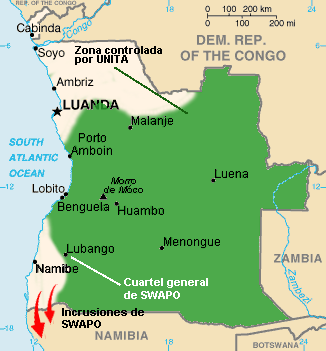
Máxima expansión de UNITA en la guerra civil de Angola, 1976-1991.

### Angola
En 1974 un golpe militar izquierdista derroca al gobierno de Marcelo Caetano en Portugal, a través de la denominada Revolución de los Claveles. La Junta de Salvación Nacional liderada por el nuevo primer ministro de Portugal, Adelino da Palma Carlos, consolidados como el nuevo gobierno del país ibérico, rápidamente concede la independencia a las colonias de Portugal, creando una cadena de reacciones internacionales, con respecto al destino de África.
Cuba apoya abiertamente a través de sus tropas en Angola, al Movimiento Popular de izquierda para la liberación de Angola (MPLA) en su lucha contra los rebeldes UNITA y el FNLA de derecha durante la guerra civil angoleña. Kissinger se encargó de apoyar a FNLA, liderado por Roberto Holden y a la UNITA, liderada por Jonas Savimbi, los insurgentes de La resistencia nacional mozambiqueña (RENAMO), así como la invasión de apoyo de la CIA de Angola por tropas sudafricanas. El FNLA fue derrotado y UNITA se vio obligado a llevar su lucha en la selva. Solo bajo la presidencia de Ronald Reagan Estados Unidos volvería a dar apoyo a la UNITA.

### Rhodesia
En septiembre de 1976, Kissinger participó activamente en las negociaciones acerca de la guerra civil de Rodesia. Kissinger, junto con el primer ministro de Sudáfrica John Vorster, presionó al primer ministro de Rhodesia, Ian Smith para acelerar la transición de gobierno en favor de las mayorías negras del país. Con el FRELIMO en control de Mozambique y Sudáfrica, al Kissinger retirar su apoyo a manera de presión, el aislamiento de Rhodesia fue total. Según la autobiografía de Smith, Kissinger le comentó la admiración que la Sra. Kissinger le profesaba, pero Smith dijo que él pensó que Kissinger le estaba pidiendo firmar el "acta de defunción" de Rhodesia. Kissinger, llevando el peso de los Estados Unidos y acorralando a otras partes interesadas para presionar a Rhodesia, aceleró el fin del régimen de la minoría.

### Sahara Occidental

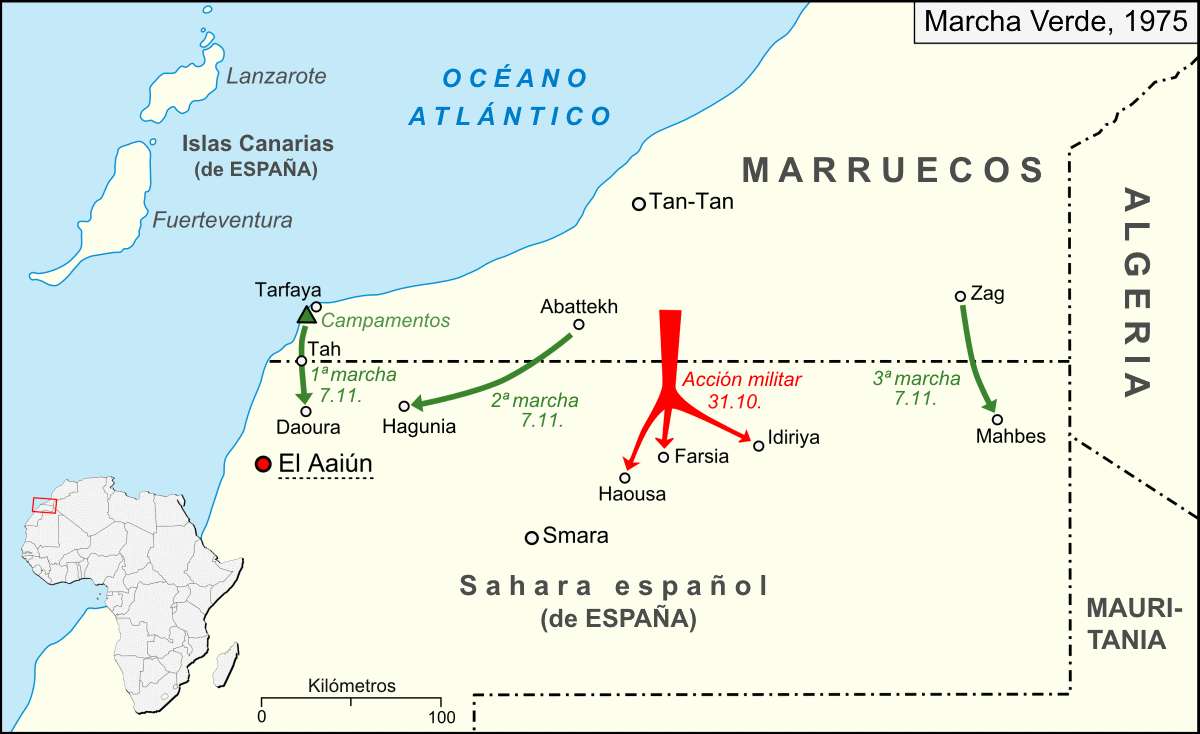
Marchas del 7 de noviembre (en verde) y acción militar del 31 de octubre (en rojo)

Hacia 1975, España entró en un período de crisis interna, con la enfermedad de Francisco Franco, situación que fue aprovechada por el rey Hassan II para enviar a más 350 000 civiles y 25 000 militares al territorio de Sahara Occidental, con el fin de reclamarlo y anexarlo a sus dominios.
Henry Kissinger jugó un papel clave en este proceso, siendo él quien planificó, asesoró y organizó a los marroquíes para la Marcha Verde (1975), y auspició las negociaciones entre los representantes marroquíes y el Gobierno español, que finalizaron con la salida del Ejército español de los territorios del Sáhara y el traspaso del mismo a Marruecos y Mauritania.
Estados Unidos, encausado por Kissinger, proporcionó a Marruecos equipos, armamentos, logística y una completa organización para la operación, mientras que Arabia Saudí aportó grandes sumas de dinero para la misma, que era en extremo favorecedora, siéndolo todavía hoy en día, para los intereses de orden militares, estratégicos y económicos de los Estados Unidos sobre la región. El conflicto del Sáhara Occidental, continúa todavía sin resolverse.

### Indonesia y Timor Oriental

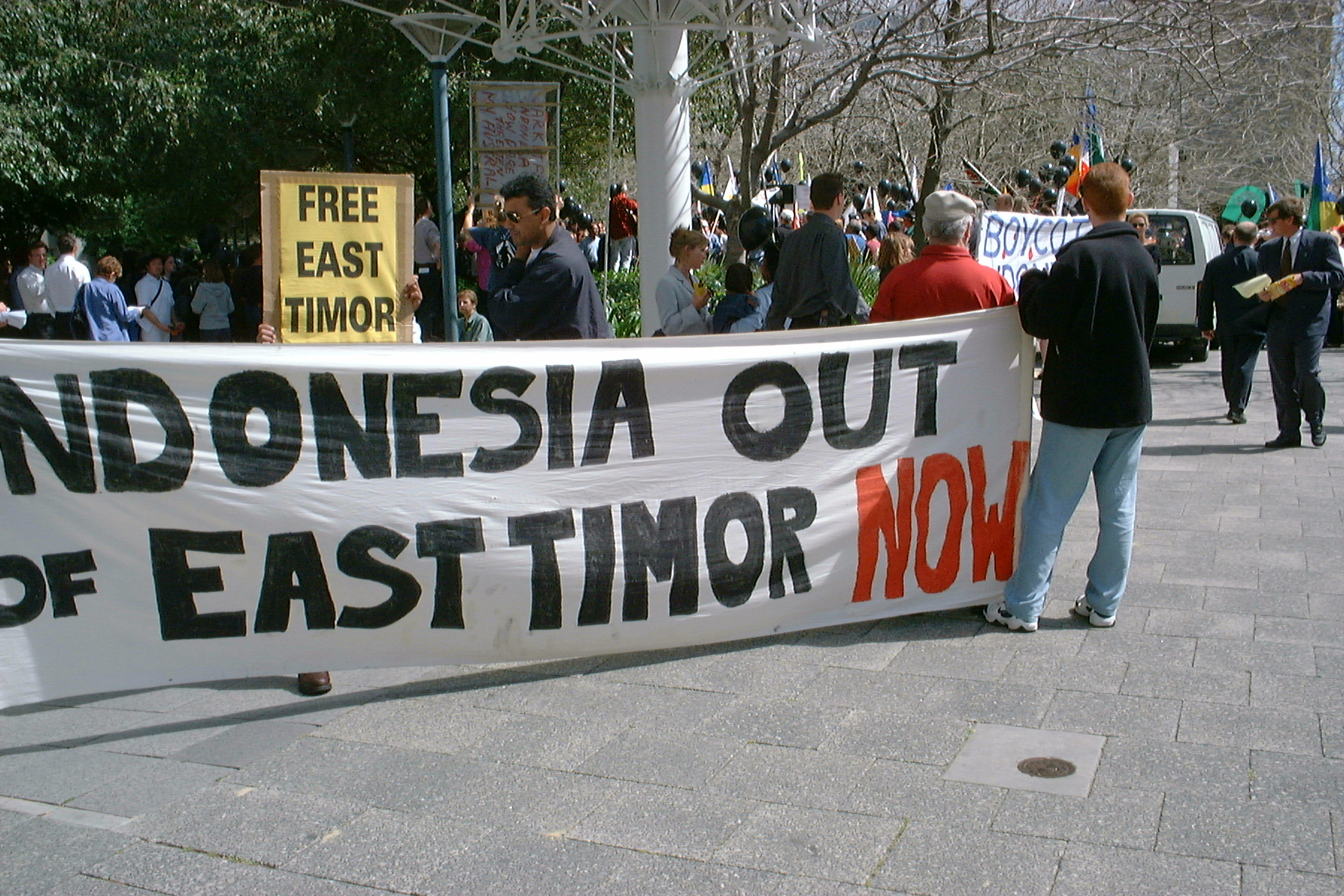
Manifestación pidiendo la independencia de Timor Oriental.

El proceso de descolonización portuguesa atrajo la atención de Estados Unidos a la antigua colonia portuguesa de Timor Oriental, que se encuentra en el archipiélago indonesio y declaró su independencia en 1975. El presidente indonesio Suharto fue un fuerte aliado de Estados Unidos en el sudeste asiático y comenzó a movilizar el Ejército indonesio, preparándose para el estado naciente, que se había vuelto cada vez más dominado por el partido popular de FRETILIN izquierdista. En diciembre de 1975, Suharto discutió los planes de invasión durante una reunión con Kissinger y el presidente Ford en la capital Indonesia de Yakarta. Ford y Kissinger dejaron en claro que las relaciones con Indonesia continuarían siendo fuertes  y dieron la aprobación a la propuesta de anexión. La venta de armas de Estados Unidos a Indonesia continuó, y Suharto siguió adelante con el plan de anexión. Antes de la anexión Kissinger dijo a Suharto "Es importante que lo que sea que hagáis lo consigáis rápido", poco después el Ejército indonesio mató al menos a un cuarto de millón de timorenses durante la ocupación ilegal.

## Críticas y controversias

### Derechos humanos

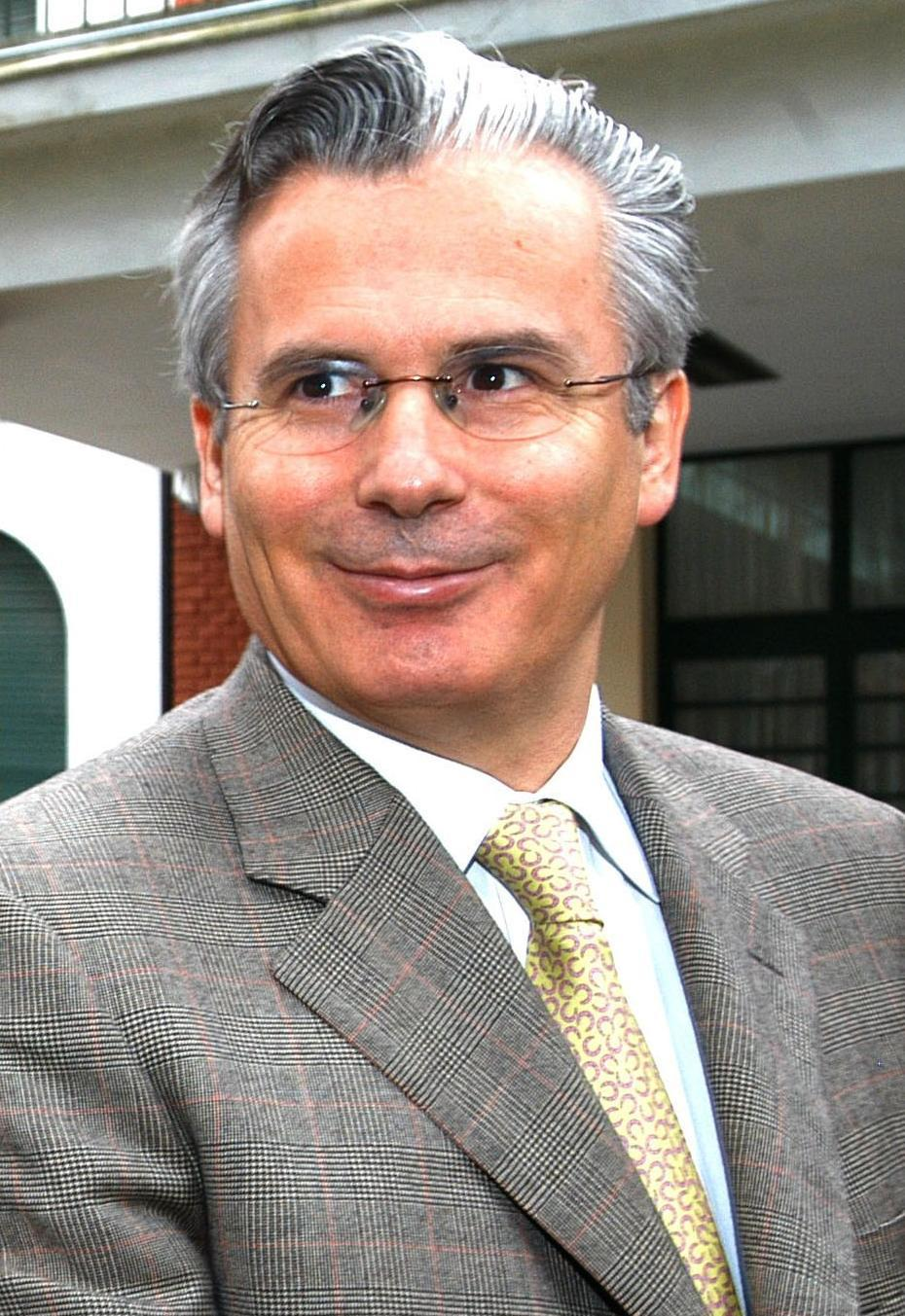
Baltazar Garzón acusó a Kissinger de violaciones a los Derechos Humanos.

Se acusa a Kissinger de muchas violaciones a los derechos humanos, y de ser instigador de genocidios sistemáticos de grupos políticos además de favorecer la expansión del sionismo, el neoliberalismo y el imperialismo anglosajón.
El juez español Baltasar Garzón, célebre, entre otras muchas cosas, por haber tratado de llevar a juicio a Augusto Pinochet e intentar esclarecer los atentados contra la población civil en Argentina durante el directorio militar de Videla, envió una comisión rogatoria referente a violaciones de los derechos humanos a los Estados Unidos, pero el Departamento del Estado de Estados Unidos la rechazó. Igualmente existen numerosas iniciativas que persiguen conseguir su procesamiento ante instancias judiciales internacionales, así como la retirada de su Premio Nobel.

(…)En su momento le concedieron el Premio Nobel de la Paz a Henry Kissinger, correctamente definido por Gore Vidal como el mayor criminal de guerra que anda suelto por el mundo(…) Atilio A. Boron

### Grupo Bilderberg
Henry Kissinger también fue uno de los más conocidos miembros del Grupo Bilderberg junto a David Rockefeller, además de ostentar la posición de ser uno de sus miembros fundadores originales. Ambos colaboraron de pleno con el príncipe Bernardo de Lippe-Biesterfeld, junto con la Banca Rothschild, en los planes de nacimiento, organización y expansión del Grupo Bilderberg, entidad foco de una gran teoría conspirativa.

(…)Para constituirla, el padre de la actual reina de los Países Bajos contó con el apoyo de la Banca Rothschild, de Rockefeller y de Henry Kissinger, quienes desde el principio forman parte del núcleo fuerte del grupo, al que algunos han bautizado como “los sumos sacerdotes del capitalismo”(…) Magda Bandera

El Grupo Bilderberg, en sus reuniones anuales agrupa a algunos de los líderes y personajes más poderosos del planeta, para discutir acerca de todo lo que está pasando en el mundo y sus opiniones al respecto y en lo que al público concierne.

### Corporación RAND
Kissinger también ha sido objeto de críticas a causa de su relación con la muy polémica y criticada Corporación RAND, una poderosa empresa de desarrollo tecnológico, industrial y energético, que posee numerosas alianzas, contratos y acuerdos comerciales con el gobierno de los Estados Unidos, específicamente con las Fuerzas Armadas del mismo y con los Departamentos de Seguridad Nacional.
Kissinger habría fungido de asesor de esta compañía desde 1951, además de mantener estrechos vínculos con ella durante todo el período de tiempo que ejerció como consejero de Seguridad Nacional y también como secretario de Estado.
Esta cercanía entre Henry Kissinger y la Corporación RAND, le ha valido al primero el recibir las mismas críticas que se le hacen a la empresa, acusándola de ser una organización militarista y de promover los conflictos militares, llegando al punto de haber teorías de conspiración, que vinculan a los conflictos bélicos que hubo durante el período de Kissinger en la Casa Blanca, con la Corporación RAND, basándose en la suposición de que estos conflictos representaron oportunidades multimillonarias de negocios para la misma. A pesar de todo, ninguna de estas acusaciones disponen de algún tipo de prueba que pueda justificarlas y lo cierto es que los acontecimientos que involucran a la RAND, "per se", se basan en suposiciones que son difíciles de verificar, debido a la falta de detalles acerca del trabajo, de alto secreto, llevado a cabo por la RAND para agencias de inteligencia y de defensa.

### Acusaciones por país

#### Argentina
En ocasión del golpe de Estado de Argentina, el 24 de marzo de 1976, a Kissinger se le critica por haber alentado y apoyado a la Junta Militar a que tomara el poder, además de haberla respaldado tras el golpe y de paso, por haberla utilizado como herramienta para fortificar la influencia de Estados Unidos sobre el Cono Sur. Igualmente, ha sido acusado de complicidad y del estímulo en la eliminación y desaparición sistemática de miles de opositores, cometidas por la Junta Militar de Argentina del autodenominado Proceso de Reorganización Nacional o "guerra sucia" según han denominado varios historiadores. La aceptación de la "guerra sucia" argentina por parte de Kissinger (quien en aquel momento era secretario de Estado de Estados Unidos) ha sido confirmada oficialmente por archivos desclasificados el Archivo Nacional de Seguridad de los Estados Unidos (The National Security Archive). En estos archivos se confirma que Kissinger emitió, entre muchas otras frases hacia la Junta militar, la siguiente, en referencia a la "guerra sucia":

"Si pueden terminar antes de que vuelva a reunirse el Congreso, mejor."

#### Chile

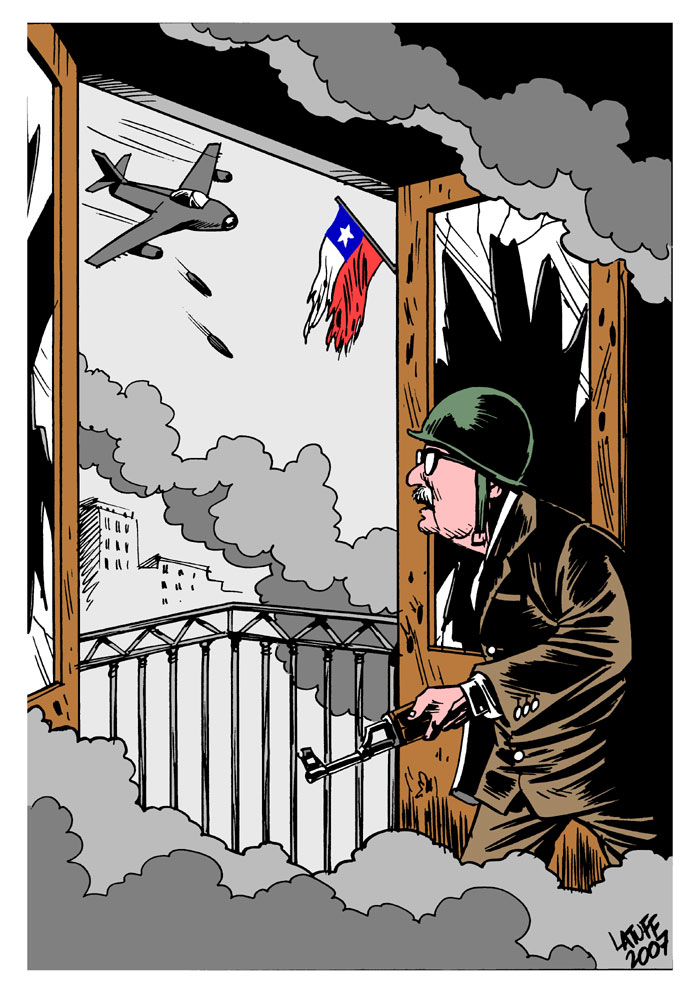
Caricatura de Allende el 11 de septiembre de 1973 realizada por el dibujante Carlos Latuff.

Se afirma su participación en la organización del golpe de Estado contra el gobierno de Salvador Allende en Chile. Se lo acusa además de haber organizado la denominada Operación Cóndor, un plan sistemático de eliminación de opositores dirigido a "combatir el comunismo" en Latinoamérica. Fue sometido a proceso en Estados Unidos por el asesinato del comandante en jefe del Ejército chileno René Schneider, fallando en 2006 la Corte Suprema de ese país que su responsabilidad había sido política y no criminal.

#### Colombia
Durante el mandato del Frente Nacional, se supone que ayudó a la emancipación y posterior extensión del mismo en la presidencia colombiana, aparte de que desde su puesto logró promover la asesoría militar al Ejército de la nación suramericana por medio de asesores de la CIA en la enseñanza de técnicas de tortura y asesinato encubierto a líderes sindicales de la oposición local, en el marco de la muy célebre y odiada serie de dictaduras amparadas en el continente y conocidas por ser sostenidas desde las operaciones de asesinatos sistemáticos promovidas desde la Operación Cóndor.</ref>

#### Indonesia

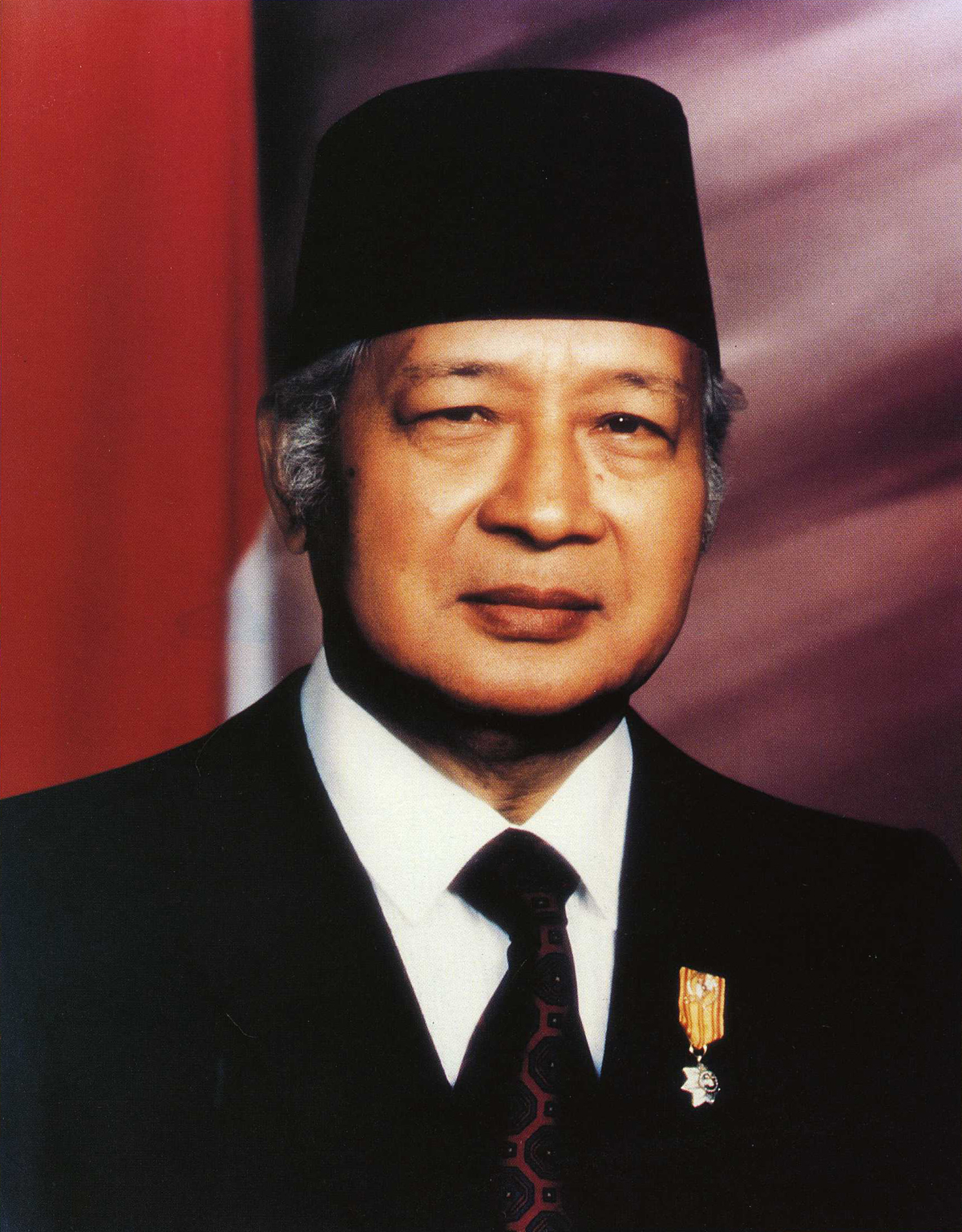
General Suharto

Henry Kissinger apoyó al régimen indonesio del general Suharto, acusado del genocidio contra la población de Timor Oriental, además de estar involucrado con las actividades de este gobierno, así como también en la invasión a Timor Oriental. Además sirvió a dicho gobierno como Asesor General de Gobierno, otra acción que le ha sido tremendamente criticada.

#### Laos y Camboya
Se conoce su implicación directa en los bombardeos secretos de Laos y Camboya, ordenados sin permiso del Congreso. Dichos bombardeos sirvieron para que los jemeres rojos accedieran al poder, del que se servirían para asesinar a más de dos millones de personas.

#### Sáhara Occidental
Kissinger asesoró y preparó a los marroquíes para la Marcha Verde (1975), y auspició las negociaciones entre los representantes marroquíes y el Gobierno español, que concluyeron con la retirada del Ejército español del Sáhara y la entrada al territorio por Marruecos y Mauritania. Estados Unidos proporcionó a Marruecos logística y armamento, y Arabia Saudí aportó grandes sumas de dinero para esta operación, que favorecía (y aún hoy favorece) a los intereses estratégicos y comerciales de los Estados Unidos. El conflicto del Sáhara Occidental aún no se ha resuelto.

## Desempeño posterior
Tras su salida de la Secretaría de Estado, inmediatamente le fue ofrecida a Kissinger  una cátedra en la Universidad de Columbia, oferta que aceptó gustoso. Además fundó su propia firma de Asesoría Política y Diplomática, llamada Kissinger & Associates y fuecofundador y actual accionista de la Kissinger & McLarty Associates, otra compañía de asesoría. Además pasó a ejercer como profesor de la Universidad de Georgetown y a ser miembro de las juntas directiva y asesor general de las compañías: Hollinger Group, un grupo de medios masivos, canales de televisión, revistas, editoriales, periódicos y demás publicaciones con sede en Chicago y la Gulfstream Aerospace, una compañía especializada en la industria del transporte aéreo y en la construcción de aviones.
Además ha continuado publicando libros, artículos y ensayos, así como también ha dado conferencias y es asesor de múltiples otras compañías.
Su firma fue contratada por el gobierno de George W Bush, para dirigir un comité de acción tras los atentados del 11-S y para prestar sus servicios como compañía asesora, pero se desentendió de este contrato poco antes de que Bush hiciera pública su idea de invadir Irak y de comenzar la guerra de Afganistán. Además, prestó sus servicios como Asesor Político General al Gobierno de Indonesia.

## Otros logros, premios y reconocimientos
El Secretario Kissinger ha escrito muchos libros y artículos sobre política exterior de Estados Unidos, los asuntos internacionales, y la historia diplomática. Entre los premios que ha recibido se encuentran:
- Premio Nobel de la Paz (1973)
- La Beca Guggenheim (1965-66)
- El Premio Woodrow Wilson al mejor libro en los ámbitos de gobierno, política y asuntos internacionales (1958)
- El Premio del Instituto Americano por el Servicio Público (1973)
- El Plataforma de la Asociación Internacional de Theodore Roosevelt Award (1973)
- La Medalla de Servicios Distinguidos de los Veteranos de Guerras en el Extranjero, otorgada por Dwight D. Eisenhower (1973)
- El Premio Esperanza para el Entendimiento Internacional (1973)
- La Medalla Presidencial de la Libertad (1977)
- La Medalla de la Libertad (1986)
- La Medalla del Congreso (1984)
- Premio Carlomagno (1987)
- Doctor honoris causa por la Universidad de Haifa (1984)[39]

## Percepción histórica

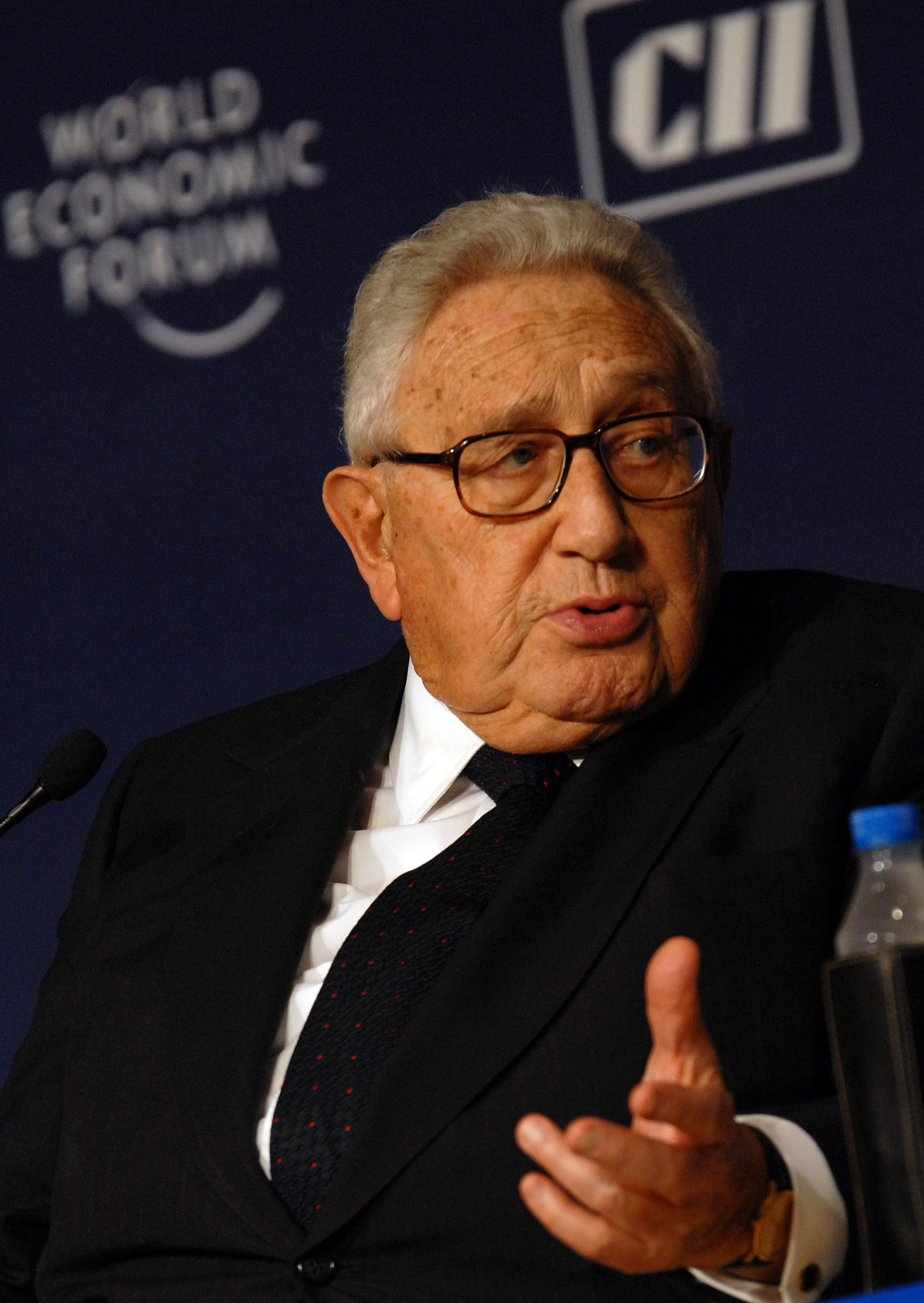
Henry Kissinger en 2008, en una reunión del WEF celebrada en Nueva Delhi, India.

Henry Kissinger fue secretario de Estado de los Estados Unidos en un período de tiempo agitado en la política internacional y su proceder, así como su capacidad para solventar todo tipo de problemas que se le presentase. Se convirtió en una referencia de la diplomacia estadounidense, siendo el creador de variedad de tendencias o métodos de acción que continúan usándose , como las intervenciones militares, negociaciones, acciones en búsqueda de determinados intereses, entre otros.
Kissinger es admirado por unos a la vez que es odiado y temido por otros. La mayor crítica que se le hace es el sobreponer los intereses de su nación por encima del bienestar político de las demás, siendo responsable o estando vinculado a una gran variedad de dictaduras, lo que ha llevado a que muchos lo acusen de estar ligado a las múltiples violaciones a los derechos humanos acaecidas durante las mismas, algo que es y seguirá siendo motivo de especulación y controversia.
Kissinger inició la aplicación de un nuevo enfoque con respecto a la Guerra Fría, el cual no sería continuado por sus sucesores. Muchos consideran esta política de distensión con la URSS la más adecuada, entendiendo el expansionismo e imperialismo como el enfoque correcto, que fue retomado por la administración Reagan, con su proyecto Guerra de las Galaxias y sus ofensivas internacionales.
Andréi Gromyko, ministro de Asuntos Exteriores de la Unión Soviética entre 1957 y 1985, dedicó algunas valoraciones sobre Kissinger en sus memorias. Lo consideraba un hombre con un comportamiento digno, competente, que preparaba bien las reuniones y con verdaderos deseos de alcanzar algún acuerdo. Matiza, sin embargo, los supuestos engaños que consiguió en algunos encuentros hacia los rusos que el ex secretario de Estado afirma en sus memorias. Gromyko coincide con Kissinger en que su oponente siguió una táctica de presión sobre el adversario en los diversos encuentros que mantuvieron:

Aun así, durante prácticamente todo el período de su mandato como Secretario de Estado, Kissinger practicó la táctica de presionar a la Unión Soviética todo lo posible, tanto en Asia, en África, en Oriente Medio o en cualquier otra parte, como medio de obligarnos a hacer concesiones. Claramente, se trataba de un traslado a los asuntos internacionales de la táctica del tira y afloja que se practica en la política interna estadounidense y, cuando Washington empleó ese sistema, no se consiguió nada útil en sus conversaciones con nosotros.
Gromyko, Memorias (1989)

Entre los logros de Kissinger destaca la apertura de relaciones entre China y Estados Unidos, la aplicación de una vasta serie de medidas para la producción energética alternativa, durante y posteriormente a la crisis del petróleo de 1973, la firma de los Tratados SALT I y la preparación del terreno para la posterior firma de su sucesor, los Tratados SALT II, el inicio del proceso de colaboración y negociación en el Medio Oriente, específicamente en el conflicto del mundo árabe, sentando las bases para la realización de los Acuerdos de Camp David, y poner fin a un muy criticado y rechazado conflicto, la guerra de Vietnam, sobrellevar con éxito tanto la guerra del Yom Kipur como la guerra indo-pakistaní de 1971 y en líneas generales, conseguir con su política consolidar el poderío internacional estadounidense, así como extender y asegurar sus zonas de influencia a lo largo del mundo.
Es por esta inmensa gama de actividades que Henry Kissinger es recordado como el más emblemático secretario de Estado de Estados Unidos, al punto de que este puesto es directamente identificado con su persona. Pocos secretarios de Estado, por no decir ninguno, han tenido un nivel de participación y protagonismo tan grande como el suyo en los sucesos acaecidos a lo largo del mundo, convirtiéndolo en un auténtico ícono para muchas corrientes capitalistas y de derechas, tanto de Estados Unidos como del mundo.

## Muerte
Henry Kissinger falleció el 29 de noviembre de 2023 a los 100 años de edad. El escrito de su empresa de consultoría donde se anunció su muerte no informó de las causas del deceso.

## Libros[44]
- Un mundo restaurado: Castlereagh, Metternich y la Restauración de la Paz, 1812-1822 (1957)
- Las armas nucleares y la política exterior (1957)
- La necesidad de elegir: Perspectivas de Política Exterior de Estados Unidos (1961)
- La Asociación en Problemas: una revaluación de la Alianza Atlántica (1965)
- Los problemas de la Estrategia Nacional: Un libro de lecturas (ed.) (1965)
- Política exterior de Estados Unidos, Tres ensayos (1969)
- ¿Crisis de la seguridad europea? (1973)
- White House Years (1979)
- Para el registro: seleccionado afirmaciones, 1977-1980 (1981)
- Años de agitación (1982)
- Observaciones: discursos y ensayos, 1982-1984 (1985) seleccionados
- Diplomacia (1994)
- Años de renovación (1999)
- América ¿no necesitamos una política exterior?: Hacia una diplomacia para el siglo XXI (2001)
- Poner fin a la guerra de Vietnam: Una historia de la participación de Estados Unidos en la liberación y de la guerra de Vietnam (2003)
- Crisis: La anatomía de dos crisis de política exterior (2003)
- Casa Blanca Años (Paperback, 2011)
- Años de agitación (Paperback, 2011)
- Años de renovación (Paperback, 2011)
- On China (Sobre China) (2011)
- Orden Mundial (septiembre de 2014)
- Liderazgo - Seis estudios sobre estrategia mundial (2023)